# Liverpool F.C.
Liverpool Football Club (wym. [ˈlɪvə(ɹ)ˌpuːl] ( odsłuchaj)) – angielski klub piłkarski z siedzibą w Liverpoolu. W sezonie 2024/2025 jego pierwsza drużyna występuje w Premier League. 20-krotnie zostawał mistrzem Anglii, 8-krotnie zdobywał Puchar Anglii oraz 10-krotnie Puchar Ligi Angielskiej. Ponadto 6-krotnie wygrywał rozgrywki Pucharu Europy, obecnej Ligi Mistrzów, co jest najlepszym osiągnięciem wśród wszystkich angielskich klubów. Pod względem liczby triumfów w Pucharze Europy/Lidze Mistrzów ustępuje jedynie hiszpańskiemu Realowi Madryt (15 zwycięstw) i włoskiemu Milanowi (7 zwycięstw). Obecnie Liverpool F.C. jest najbardziej utytułowanym klubem w Anglii (68 tytułów, w tym 52 główne trofea - tzw. major trophies).
Liverpool F.C. został założony w 1892. Od 1900 do 1947, pięć razy zostawał mistrzem Anglii. Pod koniec lat 50., przez kilka sezonów grał na drugim szczeblu rozgrywek i do czasu zatrudnienia Billa Shankly’ego w 1959, nie awansował do pierwszej ligi. Klub tradycyjnie grał w strojach czerwono-białych, jednak w latach 60. usunięto barwę białą.
Pod wodzą Shankly’ego Liverpool trzykrotnie wygrywał rozgrywki ligowe, dwa razy zdobył Puchar Anglii oraz jeden raz Puchar UEFA (było to pierwsze europejskie trofeum wywalczone przez klub). Od 1977 do 1984 roku, czterokrotnie wygrywał Puchar Europy. W latach 90., zespół zanotował spadek formy, jednak w roku 2001, zdobył małą potrójną koronę, zaś cztery lata później wygrał rozgrywki Ligi Mistrzów.
Zamieszki na Heysel otoczyły klub ponurą sławą – 39 kibiców, w tym 32 włoskich fanów Juventusu, czterech Francuzów, dwóch Belgów i kibic z Irlandii Północnej zostało przygniecionych przez ścianę, która zawaliła się z powodu naporu tłumu. Mimo rażących zaniedbań ze strony organizatorów spotkania, całkowitą odpowiedzialnością za tragedię obciążono kibiców drużyny angielskiej. Cztery lata później wydarzyła się inna tragedia. Na stadionie Hillsborough, 96 fanów Liverpoolu zostało przygniecionych przez inne osoby. Z tego powodu do herbu klubu zostały dodane dwa płomienie. Obydwie katastrofy miały duże znaczenie zarówno dla angielskiej, jak i europejskiej piłki nożnej, przyczyniając się m.in. do zmian przepisów prawa o imprezach masowych oraz podniesienia standardów bezpieczeństwa organizacji spotkań piłkarskich.
Od czasu powstania, Liverpool F.C. rozgrywa swoje mecze domowe na Anfield, choć rozważano przenosiny do sąsiedniego Stanley Park. Pomysł budowy nowego stadionu został jednak zaniechany, gdyż zdecydowano się na rozbudowę dotychczasowego obiektu.
Liverpool ma wielu kibiców na całym świecie. Tradycyjnymi rywalami są Manchester United i Everton.
Drużyna bywa często, szczególnie w Polsce, mylnie określana jako F.C. Liverpool, podczas gdy pełna nazwa drużyny brzmi Liverpool Football Club, a więc Liverpool F.C.
Liverpool jest klubem o marce globalnej, wycenianym w 2019 na 2,183 mld dolarów przez magazyn Forbes, co plasuje go na ósmym miejscu w światowym rankingu klubów piłkarskich. Przychód za sezon 2018–2019 wyniósł 604,7 mln euro, plasując pod tym względem klub na siódmym miejscu na świecie.

## Historia
Zasugerowano, aby ta sekcja została przeniesiona do artykułu Historia Liverpool F.C.. (dyskusja)

### Początki i pierwsze sukcesy
Obecny stadion Liverpoolu – Anfield – początkowo użytkowany był przez inny z miejscowych klubów – Everton, założony w 1878 roku. The Tofees występowali na nim od 1884 roku, wynajmując go od właścicieli ziemi, na której się znajdował. Od początku lat 90. XIX wieku wewnątrz klubu narastał wielowymiarowy konflikt pomiędzy wywodzącą się z kręgu metodystów grupą działaczy z George’em Mahonem na czele a ówczesnym prezesem Johnem Houldingiem. Ten ostatni, zamożny browarnik i właściciel jednej z działek pod stadionem oskarżany był członków klubu o prowadzenie Evertonu jak przedsiębiorstwa służącego pomnażaniu prywatnego majątku. Jesienią 1891 roku klub zmuszony do uiszczenia dodatkowej opłaty na rzecz drugiego z właścicieli, Johna Orrella, proponował Houldingowi obniżenie należnego mu rocznego czynszu, na co ten nie przystał. Sugerował natomiast klubowi zawiązanie spółki i wykupienie obu działek, na których wzniesiono stadion. Choć propozycja ta w zaistniałych okolicznościach nie zyskała aprobaty w szeregach działaczy, dzień później, 26 stycznia 1892 r., Houlding wraz z pięcioma innymi członkami klubu zarejestrował spółkę The Everton Football Club and Athletic Grounds Company Limited. Próby zgłoszenia nowego klubu do struktur piłkarskich spotkały się ze sprzeciwem Football Association, które odmówiło wpisu kolejnej drużyny o tej samej nazwie. Jednocześnie władzom Evertonu uniemożliwiono rejestrację własnej spółki (Everton Football Club Limited) z uwagi na wcześniejszy wpływ zbliżonego wniosku Houldinga. Podczas prowadzonego w burzliwej atmosferze walnego zebrania członków Evertonu z 15 marca 1892 r. Houlding olbrzymią większością głosów został usunięty ze stanowiska, a klub zdecydował się przenieść na teren po drugiej stronie Stanley Park, na którym wzniesiono nowy stadion. Tym samym były już prezes Evertonu pozostał z mogącym pomieścić 20 tys. widzów stadionem oraz klubem bez zawodników, działaczy i – de facto – nazwy. Podczas spotkania założycielskiego, które odbyło się 30 marca 1892 r. przyjęto pierwszy statut klubu Houldinga. Określono w nim także jego nową nazwę – wyraz „Everton” zastąpiono członem „Liverpool”, co zostało oficjalnie odnotowane w rejestrze handlowym 3 czerwca 1892 r. Tę ostatnią datę obecne władze Liverpool F.C. traktują jako formalny dzień powstania klubu.
Pierwszym dyrektorem klubu, a jednocześnie współtrenerem mianowano Johna McKennę, który natychmiast sprowadził na Anfield trzynastu szkockich zawodowców. Na sezon 1893/1894 klub wybrano do uczestnictwa w angielskiej Second Division. Liverpool wygrał ligę, przez cały sezon pozostając niepokonanym i awansował do First Division. W 1896 menedżerem the Reds został jeden z najwybitniejszych trenerów w historii zespołu, Anglik Tom Watson, który pracował w klubie aż do 1915 i zawieszenia rozgrywek na czas trwania I wojny światowej. Pod wodzą Watsona Liverpool zdobył swoje dwa pierwsze mistrzostwa – w latach 1901 i 1906 – a w 1914 dotarł do swojego pierwszego finału Pucharu Anglii, którego jednak wówczas nie zdobył (porażka 0:1 przeciwko Burnley).
Po pierwszej wojnie światowej menedżerem został David Ashworth, a kapitanem reprezentant Anglii, obrońca Ephraim Longworth. Liverpool zdobył wówczas dwa tytuły z rzędu – sezony 1921/1922 i 1922/1923. Jednak na tym dobra passa klubu z Anfield skończyła się. Na kolejne mistrzostwo czekano aż ćwierć wieku i dopiero po kolejnej wojnie, w 1947 roku puchar ponownie powędrował do Czerwonych. Jak się okazało rok 1947 był jednym z ostatnich wzlotów przed największym w historii Liverpoolu upadkiem. W 1950 drużyna z Anfield ponownie dotarła do finału Pucharu Anglii, jednakże uległa Arsenalowi. 17 kwietnia 1954 klub spadł do niższej klasy rozgrywek.

### Bill Shankly

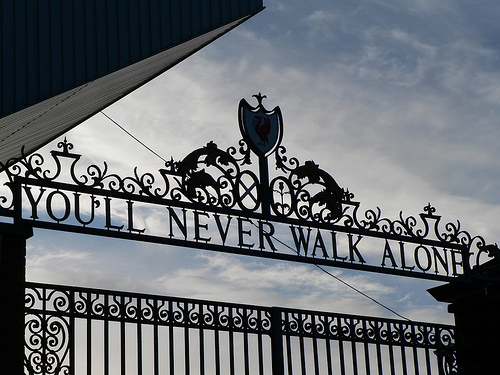
Brama Shankly’ego przed stadionem Anfield

1 grudnia 1959 klub objął Bill Shankly, uważany za najlepszego trenera w historii Liverpoolu, a przez wielu za najlepszego w historii wyspiarskiej piłki. Już pierwszy rok jego pracy oznaczał rewolucję – zwolniono niemal cały dotychczasowy skład i rozpoczęto budowę nowego. W swoim trzecim sezonie jako menedżera ponownie wprowadził Liverpool do pierwszej ligi, z której już nie miał spaść.
Kolejne lata przyniosły „nowemu” Liverpoolowi rozliczne sukcesy. W 1964 roku po raz szósty the Reds zostali mistrzami kraju. Sukces powtórzyli w 1966, w międzyczasie zdobywając pierwszy w historii klubu Puchar Anglii, pokonując w finale Leeds United 2:1. W 1966 przegrali swój pierwszy finał w europejskich pucharach.
Gdy Shankly obejmował klub, drużyna była w drugiej lidze. Po dziesięciu latach jego pracy Liverpool wchodził w lata siedemdziesiąte jako najsilniejszy angielski zespół. W 1973 liverpoolczycy zdobyli dwa trofea – kolejne mistrzostwo oraz swój pierwszy europejski puchar – Puchar UEFA. W 1974 po raz drugi raz wygrali Puchar Anglii. Po tym sukcesie Bill Shankly zrezygnował z posady i zakończył swoją karierę menedżera. Kibice klubu do dziś pamiętają go nie tylko jako wspaniałego trenera, budowniczego potęgi the Reds, ale też za jego liczne wypowiedzi i szczere oddanie całemu klubowi. Słynne są zwłaszcza trzy jego powiedzenia:
- „W Liverpoolu są dwie wielkie drużyny: Liverpool i jego rezerwy”.
- „Jesteś tak dobry jak twój ostatni mecz”.
- „Niektórzy ludzie uważają, że piłka nożna to sprawa życia lub śmierci, smuci mnie taka postawa. Zapewniam Cię, że to coś dużo, dużo ważniejszego”[45].

### Bob Paisley
Kolejnym menedżerem Liverpoolu został dotychczasowy asystent Billa Shankly’ego, Bob Paisley. Prowadził klub przez dziewięć sezonów i jak się okazało dorównał swojemu wielkiemu poprzednikowi. Kontynuował jego pracę i pod jego wodzą Liverpool zdobył w sumie 21 trofeów, w tym trzy razy Puchar Europy, raz Puchar UEFA, sześć razy mistrzostwo Anglii i trzy razy Puchar Ligi Angielskiej.
W roku 1976 Liverpool zdobył swój drugi Puchar UEFA, ale miało się okazać, że jest to jedynie wstęp do największych sukcesów. Rok później the Reds zdobyli swój pierwszy Puchar Europy, pokonując w rozegranym w Rzymie finale Borussię Mönchengladbach 3:1. Największą gwiazdą ówczesnej drużyny był Kevin Keegan. Co prawda po tym sukcesie napastnik został sprzedany do Hamburger SV, lecz na jego miejsce sprowadzono z Celtiku Kenny’ego Dalglisha, dzisiaj przez wielu uważanego za najlepszego w historii gracza the Reds. Z Dalglishem w składzie Liverpool zdobył Superpuchar Europy i obronił Puchar Mistrzów, w finale na Wembley zwyciężając 1:0 Club Brugge. Te dwa zwycięstwa były początkiem dominacji angielskich klubów na Starym Kontynencie, które w latach 1977–1984 zdobyły siedem z ośmiu pucharów Europy (oprócz Liverpoolu dwukrotnie Nottingham Forest F.C. – 1979 i 1980 – a raz Aston Villa F.C. w 1982). W 1981 Liverpool zdobył swój trzeci Puchar Europy. W finale pokonał Real Madryt 1:0.
Także w rodzimej lidze Liverpool był najmocniejszym klubem, zdobywając za rządów Paisleya tytuły w latach 1976, 1977, 1979, 1980, 1982, 1983, a także Puchar Ligi w latach 1981, 1982 i 1983. Swoją pracę Bob Paisley zakończył w 1983 roku zwycięstwem w lidze angielskiej i pucharze ligi. Był pierwszym w historii (a do 2014 roku jedynym) trenerem, który trzykrotnie sięgał po najważniejsze klubowe trofeum w Europie, Ligę Mistrzów.

### Tragedia na Heysel

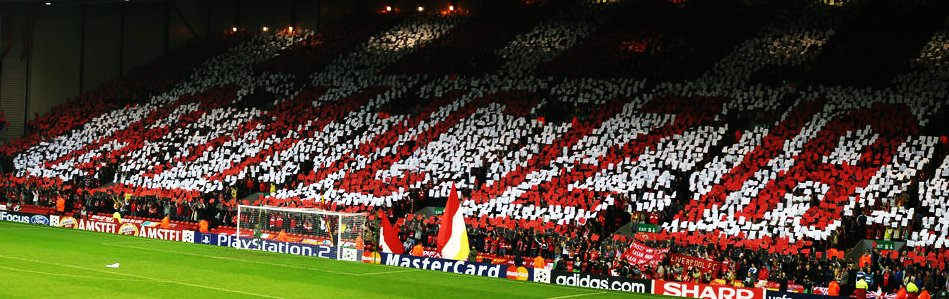
Napis AMICIZIA, czyli „przyjaźń” ułożony przez kibiców Liverpoolu przed meczem Ligi Mistrzów z Juventusem w sezonie 2005/2006

Tak jak dziewięć lat wcześniej po Billu Shanklym posadę menedżera obejmował jego dotychczasowy asystent, Bob Paisley, tak samo w 1983 roku menedżerem został asystent Paisleya, Joe Fagan. 63-letni trener zaczął pracę od wielkiego sukcesu – Liverpool został pierwszym angielskim klubem, który zdobył trzy ważne trofea w jednym sezonie. Sezon 1983/1984 zakończył mając na koncie Puchar Europy, mistrzostwo kraju i Puchar Ligi. W drużynie Fagana pojawiła się już nowa gwiazda światowej piłki, kupiona kilka lat wcześniej przez Paisleya. Był to Walijczyk Ian Rush, który przez kilka lat tworzył niezwykle skuteczny duet napastników z Dalglishem.
Chociaż kariera Fagana jako menedżera zaczęła się wspaniale, to zakończyła się tragedią. W 1985 roku the Reds dotarli do swojego piątego finału Pucharu Europy. Decyzją UEFA, mimo protestów prezesów klubów Liverpoolu i Juventusu, wskazujących na zły stan techniczny obiektu, miał on zostać rozegrany na Stadionie Heysel w Brukseli. Tuż przed rozpoczęciem meczu doszło do tragedii spowodowanej przez angielskich chuliganów, którzy przy biernej postawie nielicznych służb porządkowych doprowadzili do zamieszek w sąsiadującym z ich częścią stadionu sektorze neutralnym – przewidzianym dla kibiców z Belgii, a przez niedbalstwo organizatorów w rozprowadzaniu biletów zajętym w przeważającej mierze przez włoskich kibiców. Napór tłumu doprowadził do zawalenia się muru starego stadionu. Zginęło wówczas trzydziestu dziewięciu kibiców, w większości Starej Damy. Mimo to finał został rozegrany. Jedyną bramkę strzelił z rzutu karnego Michel Platini. Po tragedii Fagan ustąpił ze stanowiska.
Rozpowszechnione w latach 80. XX w. zjawisko chuliganizmu wśród kibiców angielskich drużyn, w tym reprezentacji narodowej oraz bezpośrednio jego kulminacja w postaci tragedii na stadionie Heysel wywołały ostatecznie reakcję UEFA w formie bezterminowego wykluczenia angielskich klubów z europejskich rozgrywek pucharowych. Zakaz nie objął drużyny narodowej. W rezultacie angielskie drużyny klubowe przez pięć lat (Liverpool przez sześć) nie występowały w tych rozgrywkach. Był to dodatkowy cios dla angielskiego futbolu klubowego, borykającego się z powszechnym zjawiskiem chuliganizmu również na własnych stadionach. Z najsilniejszej wówczas ligi świata odeszło (także czasowo) wielu świetnych piłkarzy, zasilając m.in. szeregi drużyn włoskich i hiszpańskich, w tym Ian Rush, Garry Lineker czy Mark Hughes. Angielskie kluby po zakazie musiały długo odbudowywać swą pozycję w Europie – choć pierwsze europejskie trofeum angielski klub wywalczył już w pierwszym roku po upływie zakazu (Manchester United wygrał w 1991 roku Puchar Zdobywców Pucharów).

### Zmierzch potęgi
W 1985 roku Kenny Dalglish, już kończący karierę, objął posadę menedżera klubu. Pod jego wodzą klub zdobył trzy mistrzostwa i dwa Puchary Anglii. Już w sezonie 1985/1986 odzyskano – kosztem lokalnego rywala, Evertonu – mistrzostwo, a w finale Pucharu Anglii pokonano The Tofees 3:1. Dwa lata później prowadzona przez Dalglisha drużyna osiągnęła kolejny sukces – zdobyła siedemnaste mistrzostwo Anglii. Jednak sukcesy Liverpoolu pod wodzą Dalglisha zostały przyćmione przez tragedię na stadionie Hillsborough w Sheffield. 15 kwietnia 1989 roku miał się tam odbyć półfinał Pucharu Anglii pomiędzy drużynami Liverpoolu i Nottingham Forest. Fani zgromadzeni w sektorze Liverpoolu zostali w trakcie spotkania stratowani przez innych widzów. Zginęło wówczas dziewięćdziesięciu sześciu kibiców. Wieloletnie śledztwo – opóźnione m.in. przez działania policji próbującej zrzucić winę na samych kibiców – potwierdziło, że stało się to z powodu nieodpowiedniego stanu stadionu, złej organizacji spotkania i niewystarczającej kontroli policji nad tłumem.
Mimo tej tragedii, klub z Anfield wygrał puchar Anglii. W 1990 roku Liverpool zdobył mistrzostwo Anglii. W lutym 1991 Dalglish opuścił klub. Nowym menedżerem został Graeme Souness. W 1992 Liverpool zdobył Pucharu Anglii. Nie były to już jednak dobre czasy dla klubu. W sezonie 1993/1994 klub sensacyjnie odpadł z Pucharu Anglii przegrywając z Bristol City. Władzę w klubie przejął wówczas inny członek dawnego sztabu szkoleniowego z lat 80., Roy Evans.

### Odbudowa

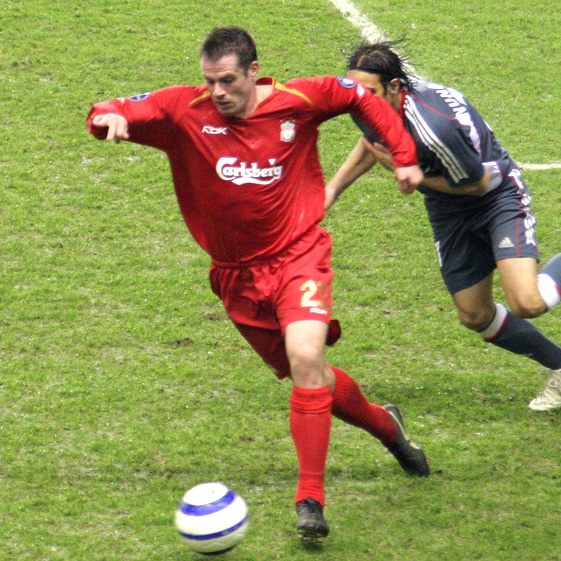
Jamie Carragher

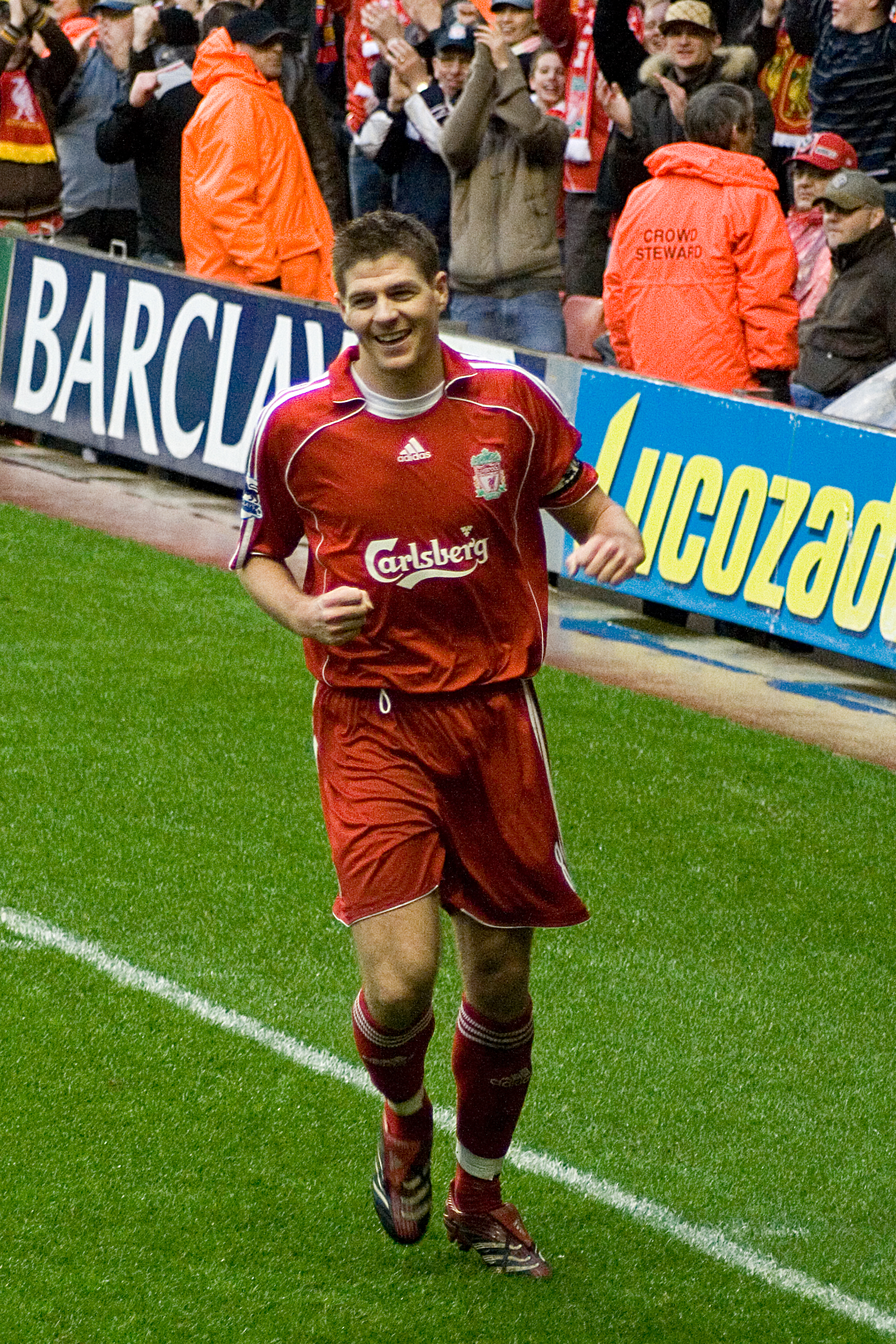
Steven Gerrard

Royowi Evansowi nie udało się odbudować potęgi. Co prawda klub poprawił swoje wyniki w lidze, jednak za jego kadencji nigdy nie znalazł się powyżej trzeciego miejsca w lidze. Udało się jednak wypromować nowe pokolenie piłkarzy. Na miejsce starzejących się dawnych gwiazdorów, kończących karierę Iana Rusha i Johna Barnesa, przyszli młodzi wychowankowie klubu: Robbie Fowler, Steve McManaman i Jamie Redknapp. Jednak inni zawodnicy nie dorównywali im umiejętnościami. Jedynym sukcesem klubu prowadzonego przez Evansa był Puchar Ligi w 1995.
W sezonie 1998/1999 zarząd postanowił wprowadzić zmiany. Zatrudniono byłego trenera reprezentacji Francji, Gérarda Houllier, aby stworzył duet menedżerski z Evansem. Współpraca jednak nie układała się i po zaledwie kilku miesiącach stary menedżer zrezygnował z posady.
Zespół kontrolowali menedżer Houllier i jego asystent, były zawodnik the Reds Phil Thompson i początkowo współpraca ta układała się pomyślnie. Sezon 2000/2001 był najlepszym od wielu lat. Liverpool zdobył Puchar UEFA, Anglii oraz Ligi Angielskiej. Wygrał też Superpuchar Europy. W kolejnym sezonie przyszło wicemistrzostwo kraju. Do drużyny wprowadzili się znakomicie kolejni wychowankowie – Michael Owen, Steven Gerrard i Jamie Carragher. Wydawało się, że klub jest na najlepszej drodze do odzyskania dominacji w Anglii. Jednak później gra zespołu się załamała. Houlier nie miał pomysłu na grę Liverpoolu, zespół nie miał własnego stylu, grał mało efektowną, a co gorsza coraz mniej skuteczną piłkę. Kolejni sprowadzani piłkarze okazywali się nie spełniać oczekiwań. Ostatnim trofeum Houliera był Puchar Ligi w 2003. Po nieudanym sezonie 2003/2004 Francuz został zwolniony.

### Rafa Benítez i „rafalucja”

#### Sukces w Stambule
Na miejsce Houliera zatrudniono uważanego za najlepszego trenera w Hiszpanii Rafaela Beníteza. Pracując w latach 2001–2004 w Valencii, zdobył z klubem dwukrotnie mistrzostwo kraju oraz Puchar UEFA. Były to pierwsze wielkie sukcesy tego klubu od blisko ćwierć wieku.
Swoją pracę zaczął od zapowiedzi zdobycia mistrzostwa w ciągu trzech sezonów i poważnej przebudowy składu, zwanej niekiedy „rafalucją”. Z zespołem pożegnało się wielu piłkarzy Houlliera, w tym El Hadji Diouf, Bruno Cheyrou, Salif Diao, Stéphane Henchoz i wielu innych. Na ich miejsce przychodzili głównie Hiszpanie, na czele z Xabim Alonso i Luisem Garcíą. Jednak nie wszyscy sprowadzeni gracze sprawdzili się w Anglii. Jednym z tych, którym się to nie udało był Fernando Morientes, który przez półtora roku zdobył w lidze zaledwie 8 bramek. Nowy trener zaczął budowę drużyny od defensywy. Mimo problemów kadrowych (odejście Owena do Realu, kontuzje innych zawodników, w tym Djibrila Cisse) Liverpool zajął piąte miejsce w Premier League, grając bardzo nierówno przez cały sezon. Całkowicie odmiennie zespół prezentował się natomiast w Lidze Mistrzów.
Średnio radzący sobie w lidze Liverpool niespodziewanie pokonywał teoretycznie mocniejsze zespoły. Po wyjściu z grupy z łatwością pokonał Bayer 04 Leverkusen 3:1 i 3:1 W ćwierćfinale niespodziewanie zwyciężył 2:1 finalistę sprzed dwóch lat i jednego z wielkich faworytów, Juventus F.C., a w półfinale 1:0 Chelsea. W finale w Stambule spotkał się z kolejnym faworytem, AC Milan. Po niezwykle emocjonującym meczu, w którym Liverpool przegrywał do przerwy 0:3, the Reds zdołali w drugiej połowie wyrównać wynik w ciągu siedmiu minut. W dogrywce kilka kluczowych interwencji wykonał bramkarz Jerzy Dudek, który dodatkowo w czasie konkursu rzutów karnych obronił dwie „jedenastki”. Ostatecznie finał zakończył się wynikiem 3:3 (po dogrywce) i 3:2 w rzutach karnych na korzyść angielskiego zespołu. Liverpool zdobył też Superpuchar Europy, pokonując CSKA Moskwa.
Kolejny sezon to ciąg dalszy przebudowy zespołu. Do składu doszli m.in. Peter Crouch, José Reina i Mohamed Sissoko, do Aston Villi odszedł natomiast Milan Baroš. Znacznie poprawiła się gra Liverpoolu w lidze, w której zajął trzecie miejsce, punkt za drugim Manchesterem United. Zespół zdobył wówczas 82 punkty, najwięcej od sezonu 1987/1988. Liverpool dotarł także do finału Pucharu Anglii. Po dramatycznym meczu Liverpool zremisował z West Ham United 3:3, a w karnych pokonał przeciwników 3:1. Po meczu bohaterem pojedynku angielska prasa okrzyknęła Stevena Gerrarda. Kapitan Liverpoolu zdobył dwie bramki, w tym w doliczonym czasie tę dającą remis 3:3.

#### Sezon 2006/2007
Sezon 2006/2007 miał być atakiem na mistrzostwo Anglii. Mając już dobrze działającą defensywę i bardzo mocną pomoc, Benítez wzmocnił ofensywę, w poprzednim sezonie wciąż szwankującą. Z klubem rozstali się Morientes i Cissé, na ich miejsce sprowadzono Craiga Bellamy’ego i dwukrotnego króla strzelców Eredivisie Dirka Kuĳta. Do tego ściągnięto dwóch szybkich skrzydłowych – Marka Gonzáleza i Jermaine’a Pennanta.
Pierwsze mecze sezonu były obiecujące. Liverpool wygrał mecz o Tarczę Wspólnoty z Chelsea 2:1, po golach Johna Arne Riise i Petera Croucha. Awansował także do Ligi Mistrzów, pokonując w dwumeczu Maccabi Hajfa. Jednak sezon ligi angielskiej rozpoczął się od trudnych spotkań. Już w pierwszych kolejkach zespół zanotował dwie porażki (z Evertonem i Chelsea), a po kilku lepszych spotkaniach kolejna, tym razem z Boltonem. Ostatecznie Liverpool zajął trzecie miejsce w Premier League, tracąc jednak 21 punktów do mistrza, Manchesteru United.
Dużo lepiej wiodło się Liverpoolowi w Lidze Mistrzów. Po wygraniu grupy C (rywalami Liverpoolu były zespoły Galatasaray SK, Girondins Bordeaux i PSV Eindhoven), the Reds trafili na Barcelonę. Na Camp Nou liverpoolczycy zwyciężyli 2:1 po bramkach Craiga Bellamy’ego oraz Johna Arne Riise i mimo porażki 0:1 na własnym stadionie awansowali do kolejnej rundy. W niej ponownie zmierzyli się z PSV, które pokonali w sumie 4:0 (3:0 na wyjeździe i 1:0 na Anfield). W półfinale drużyna trafiła na Chelsea. W obu spotkaniach stosunkiem 1:0 triumfowali gospodarze – na Stamford Bridge Chelsea, zaś na Anfield Liverpool. Dogrywka nie przyniosła rozstrzygnięcia, natomiast w rzutach karnych lepszy okazał się Liverpool, który wygrał 4:1 i awansował do finału w Atenach. W nim, podobnie jak w 2005 roku, przeciwnikiem był włoski AC Milan. Jednakże tym razem lepsi okazali się Włosi którzy pokonali the Reds 2:1 (honorową bramkę w końcówce meczu zdobył Kuĳt).
W międzyczasie klub został sprzedany Amerykanom Tomowi Hicksowi i George’owi Gillettowi.

#### Przybycie Torresa

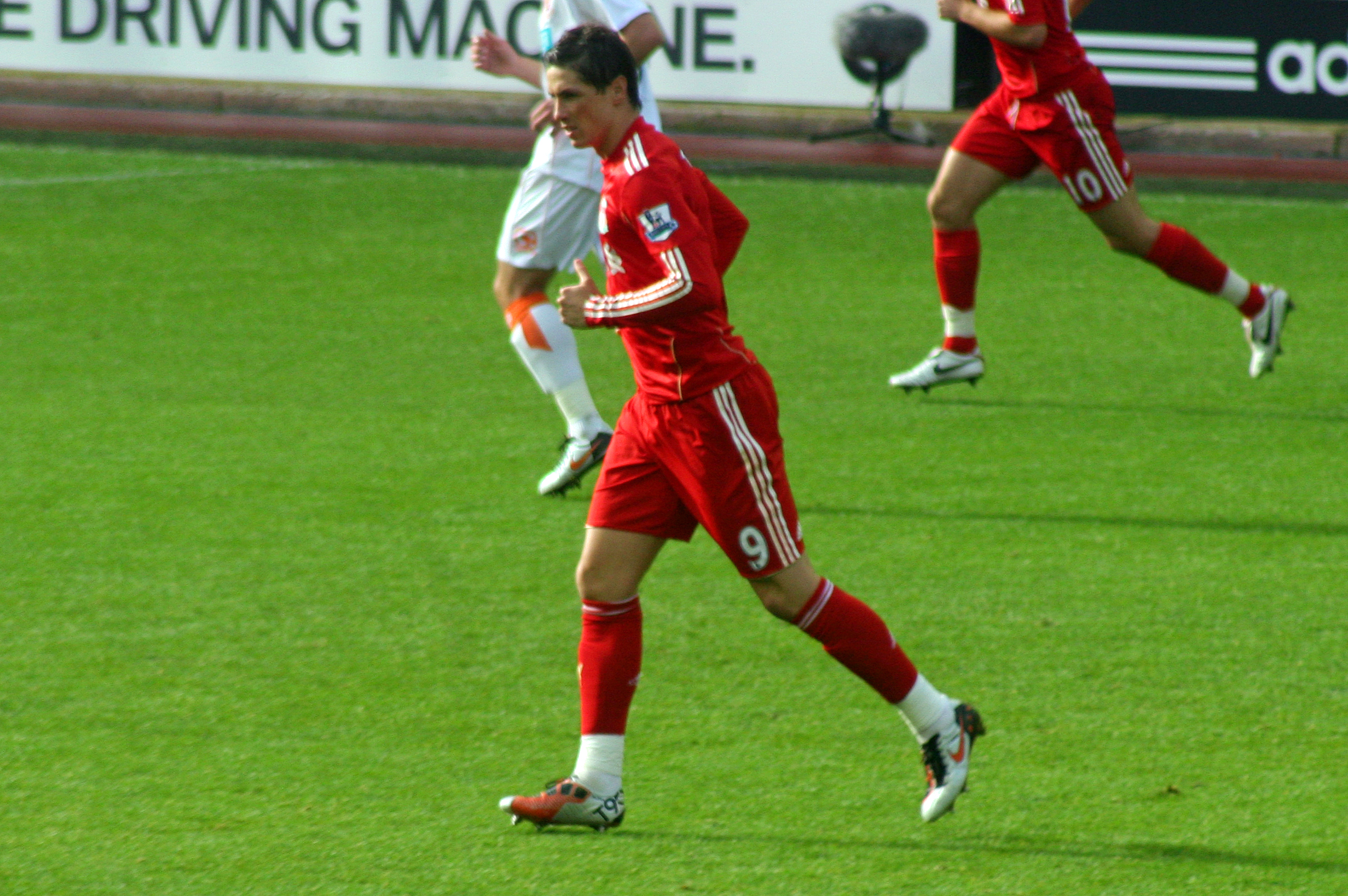
Fernando Torres

Przed nowym sezonem ściągnięto z Atlético Madryt Fernando Torresa. Zawodnik, przy którego zakupie pobito transferowy rekord klubu (26,5 mln funtów), miał wzmocnić atak Liverpoolu. Został, obok Cristiano Ronaldo, jednym z najlepszych napastników Premiership strzelając w sezonie 24 bramki (33 we wszystkich rozgrywkach). Był pierwszym zawodnikiem Liverpoolu od sezonu 1996/1997, który przekroczył barierę 30 goli w jednym sezonie. Nie przełożyło się to jednak na sukcesy całej drużyny. Klub zajął czwarte miejsce w lidze, odpadł w półfinale Ligi Mistrzów, przegrał w piątej rundzie Pucharu Anglii i w ćwierćfinale Pucharu Ligi.

#### Blisko triumfu
Sezon 2008/2009 był najlepszą kampanią the Reds od wielu lat. Dobrą skutecznością cieszyli się Steven Gerrard (16 goli w lidze), Fernando Torres (14 bramek), Dirk Kuĳt (12) i Josi Benajun (8 trafień). Zespół na półmetku sezonu zajmował pierwsze miejsce w lidze, jednak ostatecznie zakończył rozgrywki na drugim miejscu z 4 punktami straty do mistrza, Manchesteru United. Drużyna Rafy Beníteza zdobyła 86 punktów, ponosząc tylko dwie porażki (z Tottenhamem w 11. kolejce i Middlesbrough w 27. kolejce). Liverpool mógł jednak poszczycić się podwójnymi wygranymi w lidze przeciw Chelsea oraz Manchesterowi United (w tym 4:1 na Old Trafford, który to wynik był najwyższą domowa porażka United od 1 stycznia 1992 roku), czyli z tak zwanymi zespołami z „Wielkiej Czwórki” Premier League. Z innym zespołem ze ścisłej czołówki, Arsenalem, Liverpool dwukrotnie remisował, w tym 4:4 na Anfield, gdzie wszystkie gole dla Arsenalu strzelił Andriej Arszawin. Klubowi nie udało się także zdobyć żadnego innego trofeum. Mimo wysokiej wygranej w 1/8 Ligi Mistrzów, gdzie zespół pokonał Real Madryt 1:0 i 4:0, w ćwierćfinale musiał uznać wyższość Chelsea. W pierwszym meczu The Blues wygrali 3:1, jednak w rewanżu Liverpool był blisko odrobienia strat. Do przerwy prowadził 2:0 i do awansu potrzebował tylko jednej bramki. W drugiej połowie padło jednak sześć bramek, a mecz zakończył się premiującym Chelsea wynikiem 4:4.

### Poniżej oczekiwań

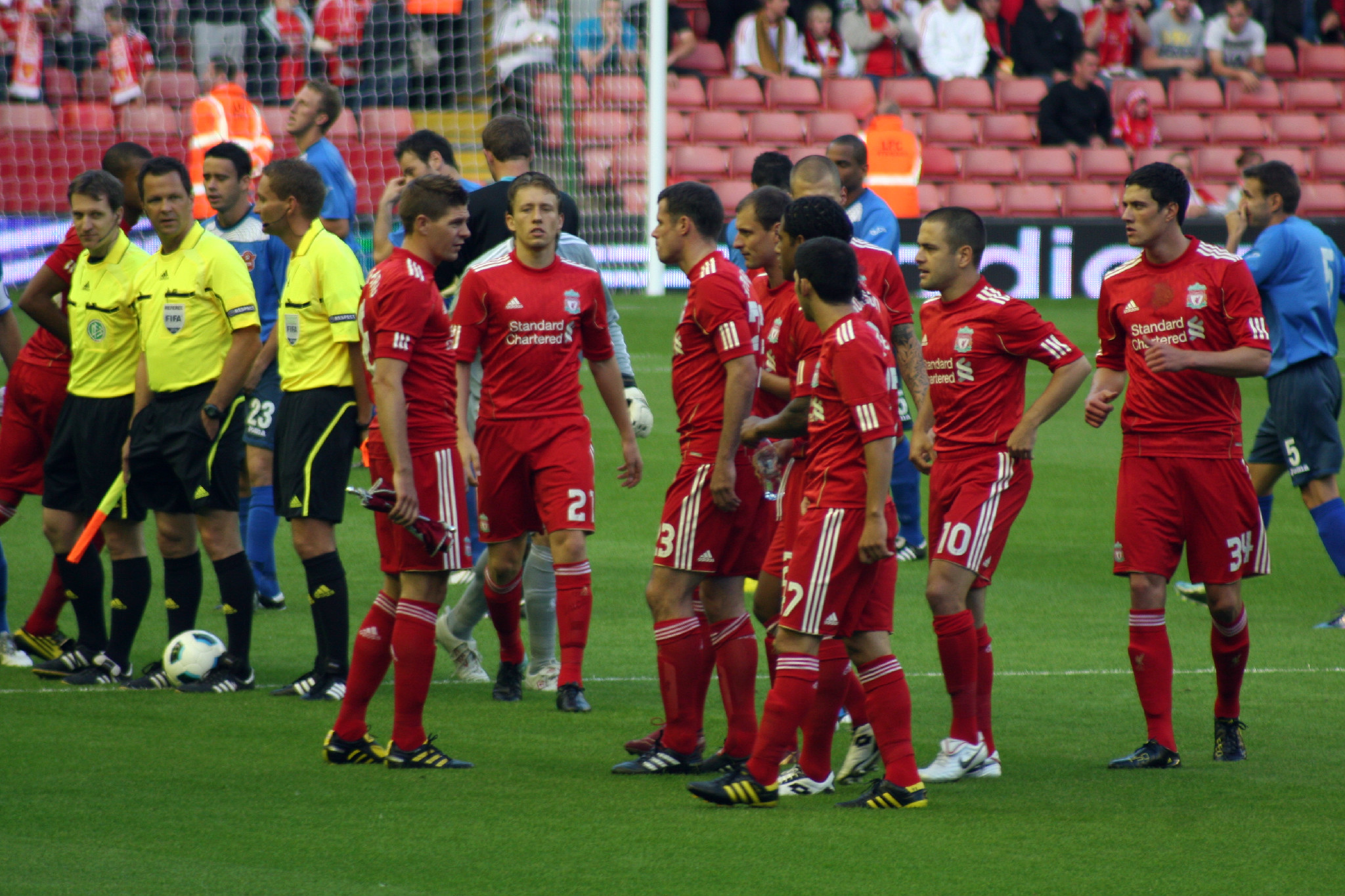
Gracze Liverpoolu przed meczem z FK Rabotniczki Skopje

Po sezonie, w którym klub zdobył rekordową liczbę punktów, oczekiwania wobec zespołu sięgały powrotu na tron. Jednak zamiast sukcesu, Liverpool w sezonie 2009/2010 zajął rozczarowujące siódme miejsce i nie zakwalifikował się do Ligi Mistrzów. Wywalczona przez the Reds lokata premiowała jedynie do gry w III rundzie eliminacji do Ligi Europy. W efekcie klub za porozumieniem stron rozstał się z dotychczasowym szkoleniowcem – Rafaelem Benítezem. Jego miejsce zajął dotychczasowy trener Fulham – Roy Hodgson.
Na początku sezonu 2010/2011 Liverpool F.C. stał na krawędzi bankructwa ze względu na długi zaciągnięte przez amerykańskich właścicieli Toma Hicksa i George’a Gilletta, którzy nabyli klub na początku 2007 roku. Ostatecznie wierzyciele klubu uzyskali zgodę Sądu Najwyższego na sprzedaż zespołu. Liverpool F.C. po raz drugi w ciągu niespełna czterech lat zmienił właściciela. Akcje klubu nabył John W. Henry, właściciel Boston Red Sox i spółki New England Sports Ventures (przemianowanej później na „Fenway Sports Group”). Najsłabszy start rozgrywek od wielu lat spowodował zmianę na stanowisku trenera. 8 stycznia 2011 Roya Hodgsona zastąpił Kenny Dalglish, żywa legenda klubu z Anfield. Wykorzystując zimowe okienko transferowe klub pozyskał z Ajaksu Amsterdam Luisa Suáreza i Andy’ego Carrolla z Newcastle United, lecz stracił Fernando Torresa, który wymógł transfer do Chelsea. Pod wodzą Dalglisha klub zaczął odrabiać straty do czołówki (w dniu zatrudnienia Szkota klub zajmował 12. lokatę w tabeli). Na dwie kolejki przed końcem sezonu Liverpool zajmował 5. miejsce, ale przegrał ostatnie dwa mecze i zajął ostatecznie 6. miejsce w tabeli, pierwsze, które nie dawało awansu do europejskich pucharów. Również w rozgrywkach międzynarodowych klub nie osiągnął sukcesów – odpadł w 1/8 finału ze Sportingiem Braga (0:1 i 0:0).

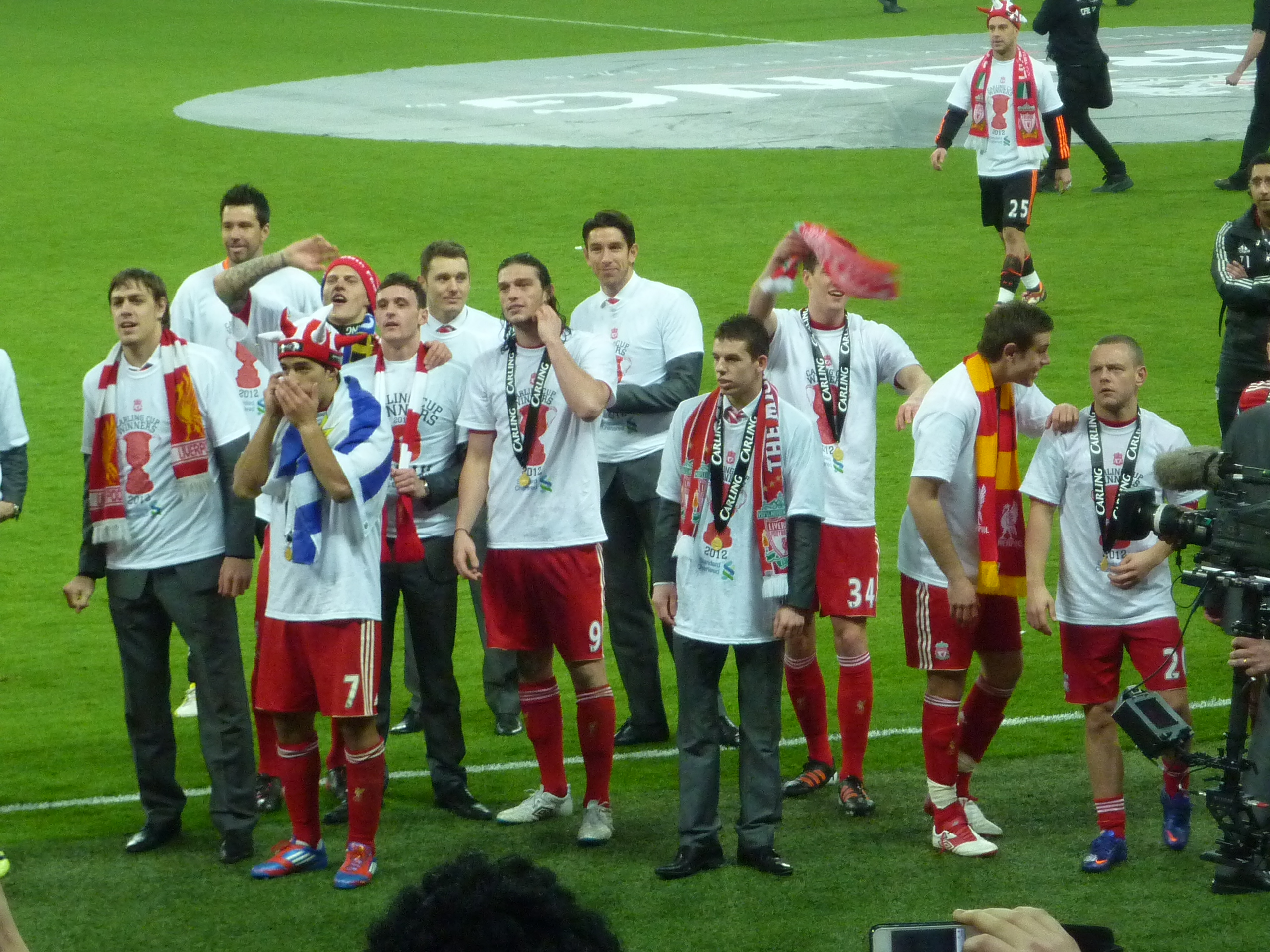
Piłkarze po zdobyciu Pucharu Ligi Angielskiej

Sezon 2011/2012 był pierwszym pełnym sezonem Kenny’ego Dalglisha po powrocie na stanowisko managera. Szkot sprowadził na Anfield Charliego Adama, Craiga Bellamy’ego, Sebastiána Coatesa, José Enrique, Jordana Hendersona i Stewarta Downinga. Rozgrywki ligowe Liverpool zakończył na ósmym miejscu, na co znacząco wpłynęła słaba forma na własnym boisku (6 zwycięstw na 19 pojedynków) i porażki z zespołami niżej notowanymi (Boltonem w 22. kolejce, Fulham w 14. serii meczów, QPR w 29., Stoke w 4., Sunderland w 27., Swansea w 38., WBA w 34. i Wigan w 30.). Oczekiwanego wsparcia nie dali także zawodnicy nowo sprowadzeni, którzy w lidze zdobyli w sumie 11 bramek (6 z nich Bellamy). Wobec słabej skuteczności innych graczy ofensywnych, Andy’ego Carrolla (4 bramki), Dirka Kuĳta (2), Maxi Rodrígueza (4), oraz 33 strzałów w słupki i poprzeczki, Liverpool zdobył zaledwie 47 bramek, co dało 52 punkty na 114 możliwych. Ze względu na brak uczestnictwa w europejskich pucharach, zespół dużą wagę przykładał do pucharów krajowych – już od początkowych rund na boisku występował skład zbliżony do optymalnego. Efektem było zwycięstwo w Pucharze Ligi Angielskiej oraz finał Pucharu Anglii. Choć zespół zajął w tabeli miejsce nie dające awansu do Ligi Europy, to jednak dzięki zwycięstwu w Pucharze Ligi, trafił do trzeciej rundy eliminacyjnej.

### Brendan Rodgers

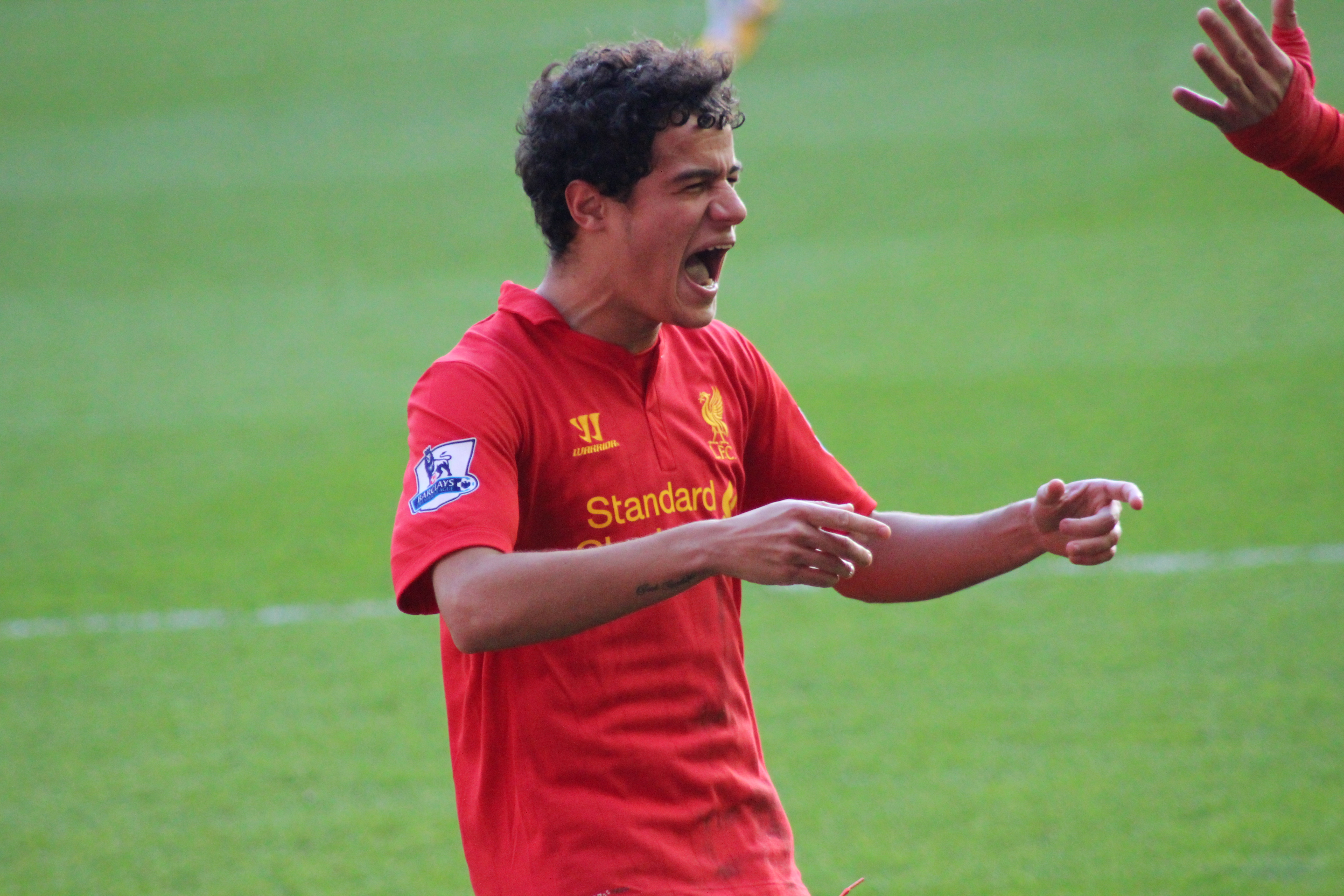
Philippe Coutinho po strzeleniu swojej pierwszej bramki w barwach Liverpoolu

Po sezonie ze stanowiskiem pożegnał się Kenny Dalglish, a w jego miejsce zatrudniono dotychczasowego szkoleniowca Swansea City – Brendana Rodgersa. Klub opuścili Aquilani, Aurélio, Bellamy, Kuĳt, Rodríguez oraz Carroll i Spearing (dwaj ostatni zostali wypożyczeni na cały sezon), natomiast nowy manager sprowadził młodego reprezentanta Walii Joego Allena, Włocha Fabia Boriniego oraz marokańskiego skrzydłowego Oussamę Assaidiego. Pod koniec okienka transferowego do Liverpoolu trafili także wypożyczony z Realu Madryt Nuri Şahin oraz napastnik niemieckiej młodzieżówki Samed Yeşil. Drużyna, częściowo z uwagi na trudny terminarz, zaliczyła najgorszy początek ligowej kampanii od 1911 roku. Jeszcze w październiku the Reds odpadli z Pucharu Ligi Angielskiej (porażka na własnym stadionie ze Swansea), zaś w styczniu z rozgrywek o Puchar Anglii po porażce z trzecioligowym Oldham Athletic. Lepiej Liverpoolowi szło w Lidze Europy, gdzie najpierw przebrnął przez eliminacje, po czym wygrał grupę. W kolejnej rundzie angielski zespół trafił na Zenit Petersburg (0:2, 3:1), który awansował dalej dzięki bramkom zdobytym na wyjeździe. W zimowym okienku transferowym do klubu dołączyli Daniel Sturridge oraz Philippe Coutinho, natomiast zespół opuścili Joe Cole (West Ham) i Nuri Şahin (skrócenie wypożyczenia). Ostatecznie Liverpool zakończył zmagania ligowe na 7. miejscu (po raz drugi z rzędu za lokalnym rywalem, Evertonem), które nie pozwoliło na kwalifikację do europejskich pucharów. Najlepszym strzelcem zespołu został Suárez, który zdobył w sumie 30 bramek (23 w lidze), jednak na skutek zdarzenia w 34. kolejce (Urugwajczyk ugryzł wówczas w ramię obrońcę Chelsea Branislava Ivanovicia) został zawieszony na 10 następnych spotkań. Duży wpływ na grę zespołu mieli także młodzi gracze (w drużynie debiutowali Conor Coady, Jordon Ibe, Adam Morgan, Jerome Sinclair, Suso, Andre Wisdom i Samed Yeşil, a miejsce w pierwszym składzie wywalczył Raheem Sterling) oraz zawodnicy sprowadzeni zimą (Sturridge zdobył 15 bramek i 3 asysty, a Coutinho 3 bramki i 5 asyst). W porównaniu z poprzednim sezonem, Liverpool zdobył 9 punktów i 24 bramki więcej, ale również stracił więcej bramek. Ostatni mecz sezonu 2012/2013 był też ostatnim występem Jamiego Carraghera, który zaliczył dla klubu 737 występów na przestrzeni 17 lat.
Latem 2013 roku klub dokonał kilkunastu transferów. Do zespołu dołączyli m.in. bramkarz Sunderlandu Simon Mignolet i obrońca PSG – Mamadou Sakho. Z klubu odszedł m.in. dotychczasowy pierwszy bramkarz Pepe Reina (wypożyczenie do SSC Napoli), a także nabytki ery Dalglisha: Jonjo Shelvey, Stewart Downing, czy najdroższy wówczas gracz zakupiony przez Liverpool – Andy Carroll.

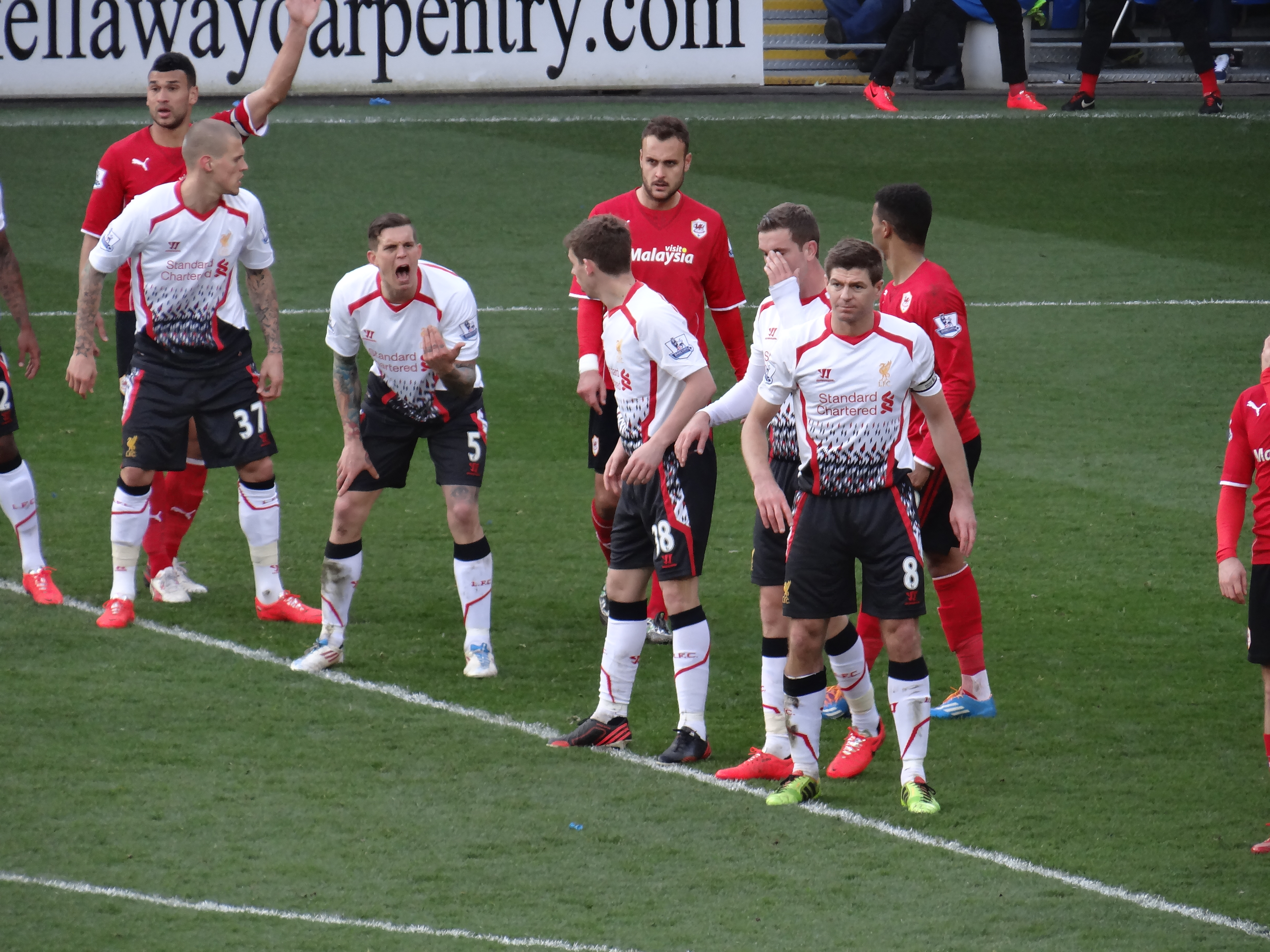
Gracze Liverpoolu podczas meczu z Cardiff (2013/2014)

Sezon 2013/2014 Liverpool rozpoczął od trzech kolejnych zwycięstw 1:0, dzięki którym zajmował pierwsze miejsce w tabeli. Był to najlepszy start ligi w wykonaniu The Reds od 1994 roku. W dalszej części sezonu podopieczni Rodgersa utrzymywali się w czołówce ligi, zaliczając kilka przekonujących zwycięstw: 5:0 (na wyjeździe) i 4:0 (u siebie) z Tottenhamem, 4:0 z Evertonem (najwyższe zwycięstwo w derbach od 1982 roku), 3:0 z Manchesterem United (na wyjeździe) czy 5:1 z liderującym wówczas Arsenalem. Wygrywając 11 kolejnych spotkań, na trzy kolejki przed końcem sezonu Liverpool przewodził w tabeli, jednak porażka z Chelsea i remis z Crystal Palace sprawiły, że The Reds skończyli rozgrywki dwa punkty za Manchesterem City. Drużyna zaprezentowała ofensywny, atrakcyjny futbol, strzelając 101 bramek, tracąc jednocześnie aż 51 goli. Para napastników – Suárez i Sturridge – zdobyła 52 bramki (odpowiednio 31 i 21, dwa najlepsze wyniki w lidze), a Urugwajczyk został królem strzelców. Suárez zajął też drugie miejsce, za Stevenem Gerrardem, pod względem liczby asyst. Mimo lepszej niż się spodziewano postawy ligowej, Liverpool dość wcześnie odpadł z krajowych pucharów, przegrywając w nich z Manchesterem United i Arsenalem.
Wobec nieudanej próby zdobycia mistrzowskiego tytułu drużynę opuściła jej największa gwiazda, Luis Suárez, który za kwotę ok. 75 mln funtów przeniósł się do Barcelony. Zakupieni za pozyskane w ten sposób środki zawodnicy – Adam Lallana, Dejan Lovren czy Mario Balotelli – nie potrafili spełnić pokładanych w nich nadziei. Drużyna w lidze zajęła rozczarowujące szóste miejsce, 25 punktów za mistrzem kraju, dość wcześnie odpadając także z europejskich pucharów (brak awansu z grupy w Lidze Mistrzów, porażka w Lidze Europy na etapie 1/16 finału). W krajowych rozgrywkach pucharowych Liverpool dwukrotnie docierał do fazy półfinałowej, jednak za żadnym razem nie był w stanie awansować dalej. Sezon zakończono ligową porażką 1:6 ze Stoke City. Mecz ten był także ostatnim z 710 spotkań w czerwonej koszulce kapitana klubu i jego legendy Stevena Gerrarda, który latem przeniósł się do amerykańskiej ligi MLS. Brak awansu do Ligi Mistrzów przyczynił się do odejścia za 49 mln funtów 20-letniego Sterlinga ocenianego jako jeden z największych talentów swojego pokolenia. W ich miejsce klub pozyskał chociażby doświadczonego pomocnika Jamesa Milnera czy napastnika Roberto Firmino. Choć zgodnie z doniesieniami medialnymi latem 2015 roku pozycja szkoleniowca Brendana Rodgersa była zagrożona, po serii rozmów z zarządem klubu pozostał on na stanowisku.

### Jürgen Klopp

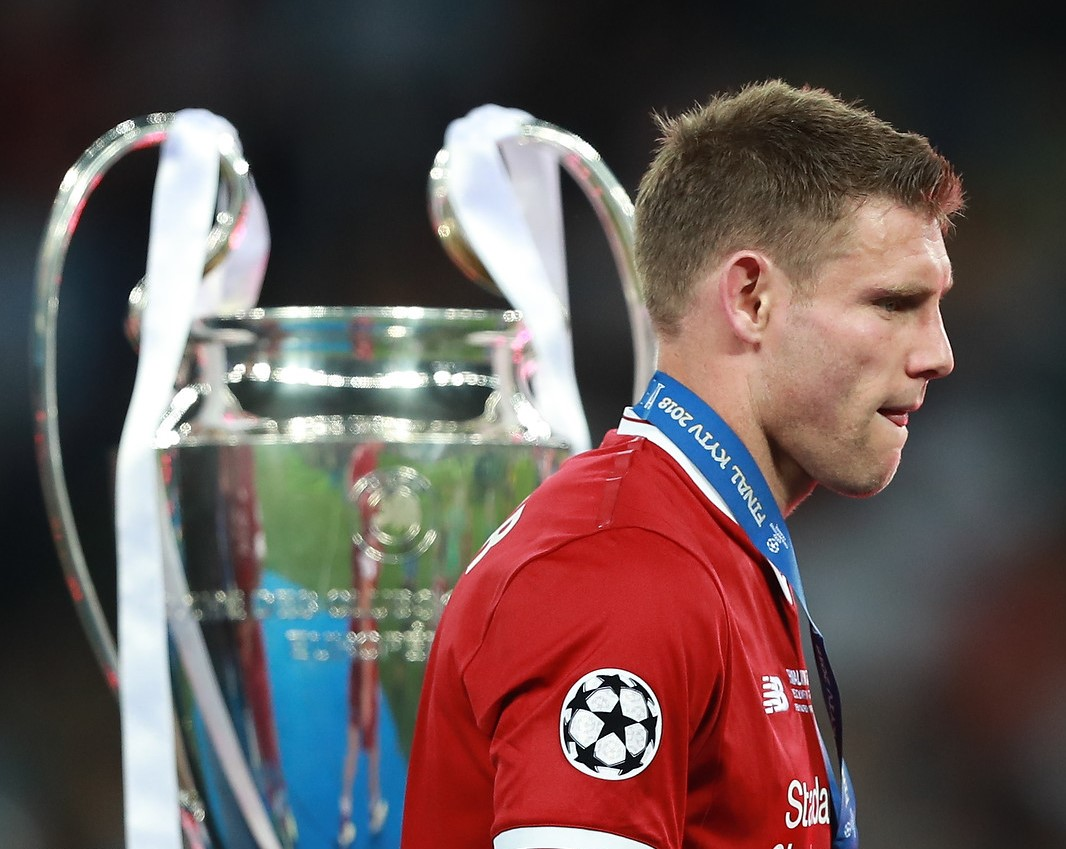
James Milner po przegranym finale Ligi Mistrzów 2017/2018

Po nieudanym początku sezonu 2015/2016 Rodgers w październiku 2015 roku został zwolniony, a jego miejsce zajął były szkoleniowiec Borussii Dortmund – Jürgen Klopp. Choć w Premier League drużyna zakończyła rozgrywki na ósmej pozycji, to znacznie lepiej wiodło się jej w rozgrywkach pucharowych. Na krajowych boiskach zespół dotarł do finału Pucharu Ligi, gdzie po rzutach karnych uległ Manchesterowi City. Ponadto Liverpool po raz pierwszy od 2007 roku wystąpił w finale europejskiego pucharu – Ligi Europy, gdzie jednak przegrał z Sevillą 1:3. Przed sezonem 2016/2017 do drużyny dołączyli m.in. skrzydłowy Southampton Sadio Mané, pomocnik Georginio Wijnaldum czy bramkarz Loris Karius. Jednocześnie z klubem pożegnał się wieloletni stoper Martin Škrtel czy zakupiony zaledwie rok wcześniej napastnik Christian Benteke. Dzięki zwycięstwu w ostatniej ligowej kolejce Liverpool zajął premiowane awansem do kwalifikacji Ligi Mistrzów miejsce w pierwszej czwórce. Dodatkowo zespół dotarł do półfinału Pucharu Ligi, gdzie w dwumeczu odpadł z Southampton. 
Latem 2017 roku Liverpool pozyskał skrzydłowego Romy – Mohameda Salaha, pomocnika Arsenalu – Aleksa Oxlade’a-Chamberlaina i obrońcę spadkowicza Hull City – Andy’ego Robertsona. Drużynę po 10 latach opuścił m.in. pomocnik Lucas Leiva. Dodatkowo podczas zimowego okienka transferowego do zespołu dołączył Virgil van Dijk, za którego Liverpool zapłacił 75 mln funtów – rekordową wówczas kwotę wyłożoną za obrońcę. Kilka dni później kończąc kilkumiesięczną sagę transferową, klub opuścił Philippe Coutinho. Barcelona za pozyskanie zawodnika zapłaciła kwotę mogącą wzrosnąć do 142 mln funtów, niższą jedynie od kwoty transferu Neymara. Pomimo straty jednego ze swoich czołowych zawodników w środku sezonu wyniki Liverpoolu nie uległy pogorszeniu. Drużyna zmagania ligowe ponownie zakończyła na miejscu czwartym gwarantującym udział w kolejnej edycji Ligi Mistrzów. Olbrzymi wpływ na przebieg kampanii miała forma Salaha, który w swoim debiutanckim sezonie zdobył rekordowe 32 ligowe bramki i został wybrany najlepszym graczem roku w Anglii. Wysoką skutecznością wykazywali się także jego partnerzy z formacji ofensywnej – Sadio Mané i Roberto Firmino. W Premier League wymieniona trójka zdobyła 57 bramek, zaś w Lidze Mistrzów każdy z nich strzelił ich po 10. Właśnie w rozgrywkach europejskich Liverpool sprawił jednak największą niespodziankę. Po wyeliminowaniu m.in. Manchesteru City oraz Romy drużyna dotarła do finału, w którym mierzyła się z obrońcą trofeum, Realem Madryt. Z powodu kontuzji, Salah, najlepszy zawodnik Liverpoolu, opuścił boisko w pierwszej części spotkania, a po dwóch kuriozalnych błędach Kariusa angielska drużyna przegrała 1:3. Jak ujawniono po meczu, niemiecki bramkarz po starciu z rywalem doznał wstrząśnienia mózgu, co najprawdopodobniej miało wpływ na jego występ.
Przed sezonem 2018/2019 klub zakupił pomocników Fabinho oraz Naby’ego Keïtę. Ponadto wzmocnił się najdroższym wówczas na świecie bramkarzem Alissonem Beckerem. W Premier League Liverpool zdobył 97 punktów – był to najwyższy wynik w klubowej historii – przegrywając zaledwie jedno spotkanie. Choć taki wynik dałby tytuł mistrzowski w 116 spośród 119 minionych kampanii, drużyna Jürgena Kloppa ligowe zmagania ukończyła na drugiej pozycji – 25 punktów przed kolejnym zespołem, jednak o punkt za Manchesterem City, który wygrał 14 ostatnich meczów sezonu. Liverpool imponował zarówno w ataku, jak i w obronie. Salah i Mané z wynikiem 22 bramek zostali wspólnie najlepszymi strzelcami ligi, podczas gdy Alisson zachowując czyste konto w 21 spotkaniach, wywalczył „złote rękawice”. Dodatkowo przewodzący formacji defensywnej Van Dijk został wybrany najlepszym graczem w Anglii. Wychowanek klubu Trent Alexander-Arnold zanotował jednocześnie 12 asyst, ustanawiając nowy ligowy rekord wśród obrońców i wyprzedzając o jedną swojego kolegę z drużyny – Robertsona. W Lidze Mistrzów Liverpool ponownie dotarł do finału po tym, jak w dramatycznych okolicznościach w półfinale wyeliminował Barcelonę (zwycięstwo 4:0 w rewanżu na Anfield po porażce 0:3 na wyjeździe). W spotkaniu finałowym rozgrywanym na Estadio Metropolitano w Madrycie Liverpool pokonał Tottenham 2:0, sięgając po szósty w historii klubu i pierwszy od 14 lat Puchar Europy. Było to też pierwsze trofeum Jürgena Kloppa jako szkoleniowca Liverpoolu po tym, jak w różnych rozgrywkach czterokrotnie zajmował drugie miejsce.
14 sierpnia 2019 roku Liverpool zdobył kolejne trofeum pod wodzą Kloppa. Tym razem Liverpool wygrał Superpuchar Europy, mierząc się ze zwycięzcą Ligi Europy, Chelsea. Mecz wyłonił zwycięzcę dopiero w serii rzutów karnych (2:2 po dogrywce), w których Liverpool wygrał 5:4.
21 grudnia 2019 roku Liverpool zdobył po raz pierwszy w swojej historii Klubowe Mistrzostwo Świata, pokonując w finale po dogrywce wynikiem 1:0 drużynę brazylijskiego Flamengo. W ten sposób Liverpool został pierwszą drużyną angielską, która zdobyła w jednym roku potrójną koronę międzynarodową (Liga Mistrzów, Superpuchar Europy, Klubowe Mistrzostwo Świata).
Sezon ligowy 2019/2020 Liverpool rozpoczął 20 zwycięstwami i jednym remisem – ten sposób ustanawiając rekord wszech czasów dla pięciu największych lig europejskich (Anglia, Hiszpania, Włochy, Niemcy, Francja) zdobywszy w pierwszych 21 spotkaniach aż 61 punktów. 25 czerwca 2020 roku klub, po 30-letniej przerwie, zapewnił sobie 19. tytuł mistrza Anglii. Drużyna osiągnęła to w sezonie czasowo przerwanym i przedłużonym z powodu pandemii COVID-19, po zaledwie 31 kolejkach ligowych i na siedem rund przed końcem rozgrywek, przy rekordowej 25-punktowej przewadze nad drugim zespołem w lidze. Ostatecznie Liverpool zakończył sezon 26 lipca zdobywając łącznie 99 punktów (18 punktów nad drugim Manchester City), osiągając bilans lepszy od dotychczas najlepszego w swej historii (sezon 1978/1979) i wyrównując rekord ligi dotyczący liczby wygranych meczów.

## Sukcesy

### Trofea międzynarodowe
| \| \| Zdobyte trofea w rozgrywkach międzynarodowych (stan na: 28-05-2022) \| |                                                                     |      |                                    |
| Rozgrywki                                                                    | Osiągnięcie                                                         | Razy | Sezon(y)                           |
| Klubowe MŚ                                                                   | zdobywca                                                            | 1    | 2019                               |
| Klubowe MŚ                                                                   | finalista                                                           | 1    | 2005                               |
| Puchar Interkontynentalny                                                    | zdobywca                                                            | 0    |                                    |
| Puchar Interkontynentalny                                                    | finalista                                                           | 2    | 1981, 1984                         |
| · Liga Mistrzów · (Puchar Europy)                                            | zdobywca                                                            | 6    | 1977, 1978, 1981, 1984, 2005, 2019 |
| · Liga Mistrzów · (Puchar Europy)                                            | finalista                                                           | 4    | 1985, 2007, 2018, 2022             |
| · Liga Europy · (Puchar UEFA)                                                | zdobywca                                                            | 3    | 1973, 1976, 2001                   |
| · Liga Europy · (Puchar UEFA)                                                | finalista                                                           | 1    | 2016                               |
| · Puchar Zdobywców                                                           | zdobywca                                                            | 0    |                                    |
| · Puchar Zdobywców                                                           | finalista                                                           | 1    | 1966                               |
| · Superpuchar UEFA                                                           | zdobywca                                                            | 4    | 1977, 2001, 2005, 2019             |
| · Superpuchar UEFA                                                           | finalista                                                           | 2    | 1978, 1984                         |
| · Puchar Intertoto                                                           | zdobywca                                                            | 0    |                                    |
| · Puchar Intertoto                                                           | finalista                                                           | 0    |                                    |
| · Puchar Miast Targowych                                                     | zdobywca                                                            | 0    |                                    |
| · Puchar Miast Targowych                                                     | finalista                                                           | 0    |                                    |
| · Puchar Miast Targowych                                                     | półfinalista                                                        | 1    | 1971                               |
| FIFA                                                                         | Zdobyte trofea w rozgrywkach międzynarodowych (stan na: 28-05-2022) |      |                                    |

### Trofea krajowe
| \| \| Zdobyte trofea w rozgrywkach Anglii (stan na: 10-08-2025) \| |                                                           |      | |
| Rozgrywki                                                          | Osiągnięcie                                               | Razy | Sezon(y) |
| · Mistrzostwo                                                      | I miejsce                                                 | 20   | 1901, 1906, 1922, 1923, 1947, 1964, 1966, 1973, 1976, 1977, 1979, 1980, 1982, 1983, 1984, 1986, 1988, 1990, 2020, 2025 |
| · Mistrzostwo                                                      | II miejsce                                                | 15   | 1899, 1910, 1969, 1974, 1975, 1978, 1985, 1987, 1989, 1991, 2002, 2009, 2014, 2019, 2022                               |
| · Mistrzostwo                                                      | III miejsce                                               | 9    | 1968, 1972, 1996, 1998, 2001, 2006, 2007, 2021, 2024                                                                   |
| · Puchar                                                           | zdobywca                                                  | 8    | 1965, 1974, 1986, 1989, 1992, 2001, 2006, 2022                                                                         |
| · Puchar                                                           | finalista                                                 | 7    | 1914, 1950, 1971, 1977, 1988, 1996, 2012                                                                               |
| · Superpuchar                                                      | zdobywca                                                  | 16   | 1964*, 1965*, 1966, 1974, 1976, 1977*, 1979, 1980, 1982, 1986*, 1988, 1989, 1990*, 2001, 2006, 2022                    |
| · Superpuchar                                                      | finalista                                                 | 9    | 1922, 1971, 1983, 1984, 1992, 2002, 2019, 2020, 2025                                                                   |
| · Puchar Ligi                                                      | zdobywca                                                  | 10   | 1981, 1982, 1983, 1984, 1995, 2001, 2003, 2012, 2022, 2024                                                             |
| · Puchar Ligi                                                      | finalista                                                 | 5    | 1978, 1987, 2005, 2016, 2025                                                                                           |
| · II liga                                                          | I miejsce                                                 | 4    | 1894, 1896, 1905, 1962                                                                                                 |
| · II liga                                                          | II miejsce                                                | 0    | |
| · II liga                                                          | III miejsce                                               | 3    | 1956, 1960, 1961 |
| Anglia                                                             | Zdobyte trofea w rozgrywkach Anglii (stan na: 10-08-2025) |      | |

- Lancashire League:
  - mistrz (1x): 1893

* Zwycięzca nie został rozstrzygnięty i puchar wręczono obydwóm finalistom (wspólny puchar).

### Inne trofea
- Trofeo Santiago Bernabéu:
  - finalista (1×): 1989
- Trofeum Pirelli:
  - zdobywca (1×): 1998
- Amsterdam Tournament:
  - finalista (1×): 2001
- Merlion Cup:
  - zdobywca (1×): 2009

## Klubowe rekordy i statystyki

### Zespołowe
- Najwyższe zwycięstwo – 1974 rok – 11:0 ze Strømsgodset
- Najwyższe zwycięstwo w historii Ligi Mistrzów – 2007 rok – 8:0 z Beşiktaşem JK
- Najwyższa porażka – 1954 rok – 1:9 z Birmingham City
- Najwyższy transfer do klubu – Virgil van Dijk – 75 mln funtów z Southampton – 1 stycznia 2018 roku (transfer ustalony 27 grudnia 2017 roku)[263]
- Najdrożej sprzedany zawodnik – Philippe Coutinho – 142 mln funtów do Barcelony – 8 stycznia 2018 roku (transfer ustalony 6 stycznia 2018 roku)[264]
- Najwyższa frekwencja – Sezon 1951/1952 – 61 905 przeciwko Wolverhampton Wanderers[265]

### Indywidualne
- Najstarszy zawodnik – Ted Doig – 41 lat i 165 dni – sezon 1907/1908
- Najmłodszy zawodnik – Jerome Sinclair – 16 lat i 6 dni – sezon 2012/2013
- Najwięcej sezonów ze wszystkimi minutami w każdym meczu ligowym i pucharowym – Phil Neal – 9 – od sezonu 1976–1977 do 1983-84
- Najwięcej kolejnych spotkań – Phil Neal – 417 – od 1976 do 1983 roku
- Najdłużej grający zawodnik – Elisha Scott – 21 lat i 52 dni – od 1913 do 1934 roku
- Najmłodszy strzelec bramki – Ben Woodburn – 17 lat i 45 dni – sezon 2016/2017
- Najstarszy strzelec bramki – Billy Liddell – 38 lat i 55 dni – sezon 1959/1960

#### Zawodnicy z największą liczbą występów
Tylko profesjonalne mecze, w nawiasach podano występy w roli zmiennika.

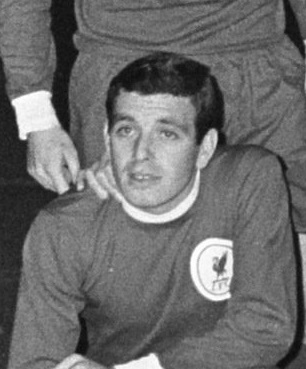
Ian Callaghan – rekordzista w liczbie występów dla Liverpoolu

| Lp. | Zawodnik         | Lata gry            | Liga     | Puchar Anglii | Puchar Ligi | Europa i inne | Łącznie  |
| --- | ---------------- | ------------------- | -------- | ------------- | ----------- | ------------- | -------- |
| 1.  | Ian Callaghan    | 1960–1978           | 640 (4)  | 79 (2)        | 42 (7)      | 96 (1)        | 857 (14) |
| 2.  | Jamie Carragher  | 1996–2013           | 508 (24) | 40 (1)        | 35 (7)      | 152 (3)       | 737 (35) |
| 3.  | Steven Gerrard   | 1998–2015           | 504 (39) | 42 (5)        | 30 (5)      | 134 (14)      | 710 (63) |
| 4.  | Ray Clemence     | 1967–1981           | 470 (0)  | 54 (0)        | 55 (0)      | 86 (0)        | 665 (0)  |
| 4.  | Emlyn Hughes     | 1967–1979           | 474 (0)  | 62 (0)        | 46 (0)      | 83 (0)        | 665 (0)  |
| 6.  | Ian Rush         | 1980–1987 1988–1996 | 469 (22) | 61 (5)        | 78 (0)      | 52 (3)        | 660 (30) |
| 7.  | Phil Neal        | 1974–1985           | 455 (2)  | 45 (0)        | 66 (0)      | 81 (0)        | 650 (2)  |
| 8.  | Tommy Smith      | 1962–1978           | 467 (0)  | 52 (0)        | 30 (0)      | 89 (1)        | 638 (1)  |
| 9.  | Bruce Grobbelaar | 1980–1994           | 440 (0)  | 62 (0)        | 70 (0)      | 56 (0)        | 628 (0)  |
| 10. | Alan Hansen      | 1977–1991           | 434 (0)  | 58 (1)        | 68 (0)      | 60 (1)        | 620 (2)  |

#### Zawodnicy z największą liczbą goli
Tylko profesjonalne mecze, w nawiasach podano liczbę rozegranych spotkań (również w roli zmiennika).

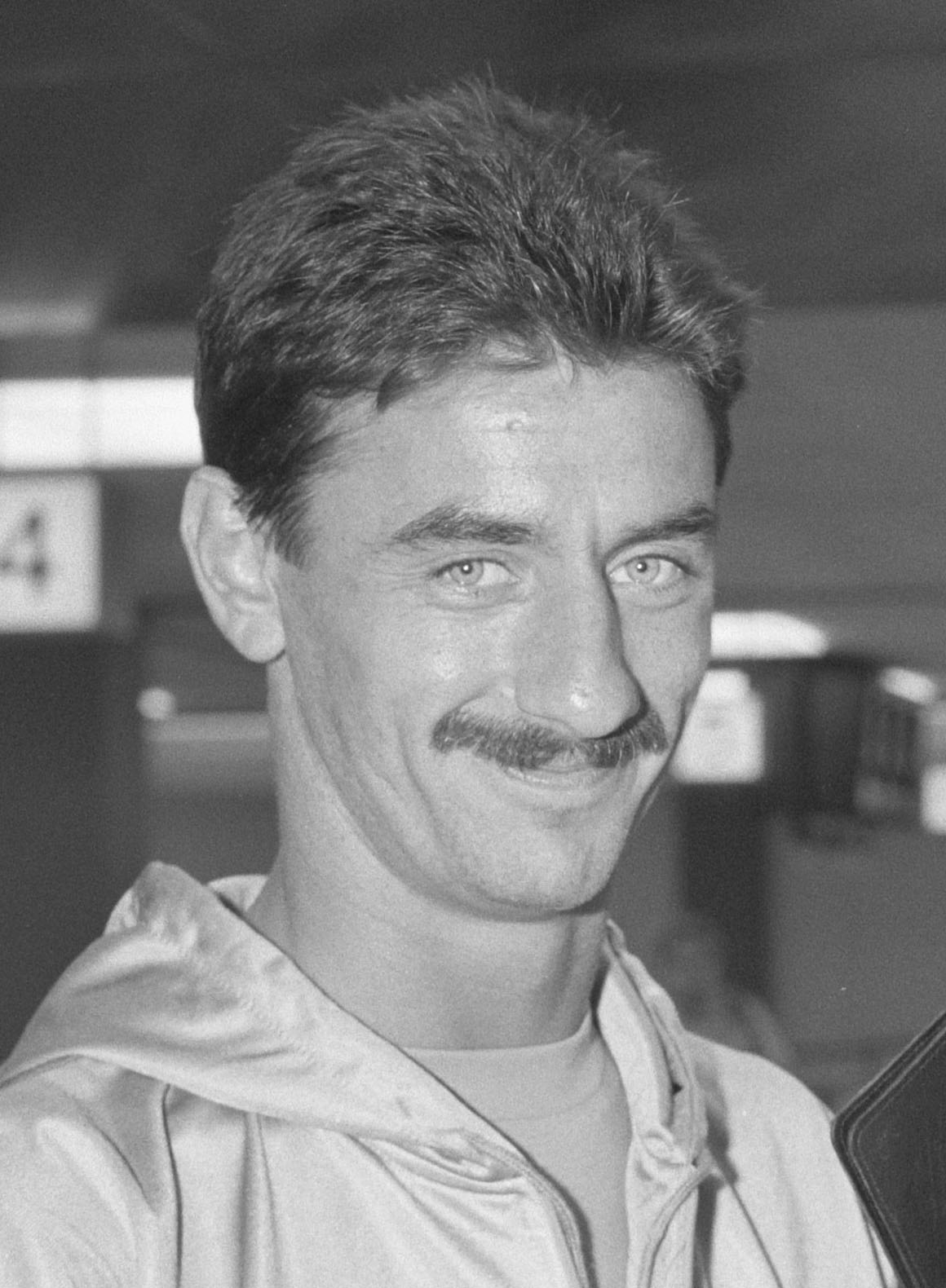
Ian Rush – najlepszy strzelec w historii Liverpoolu

| Lp. | Zawodnik       | Lata gry            | Liga      | Puchar Anglii | Puchar Ligi | Europa i Inne | Łącznie   |
| --- | -------------- | ------------------- | --------- | ------------- | ----------- | ------------- | --------- |
| 1.  | Ian Rush       | 1980–1987 1988–1996 | 229 (469) | 39 (61)       | 48 (78)     | 30 (52)       | 346 (660) |
| 2.  | Roger Hunt     | 1958–1969           | 244 (404) | 18 (44)       | 5 (10)      | 18 (34)       | 285 (492) |
| 3.  | Mohamed Salah  | od 2017             | 182 (279) | 6 (12)        | 4 (10)      | 51 (89)       | 243 (390) |
| 4.  | Gordon Hodgson | 1925–1936           | 233 (358) | 8 (19)        | 0 (0)       | 0 (0)         | 241 (377) |
| 5.  | Billy Liddell  | 1938–1961           | 215 (492) | 13 (42)       | 0 (0)       | 0 (0)         | 228 (534) |
| 6.  | Steven Gerrard | 1998–2015           | 120 (504) | 15 (42)       | 9 (30)      | 42 (134)      | 186 (710) |
| 7.  | Robbie Fowler  | 1993–2001 2006–2007 | 128 (266) | 12 (24)       | 29 (35)     | 14 (44)       | 183 (369) |
| 8.  | Kenny Dalglish | 1977–1990           | 118 (355) | 13 (37)       | 27 (59)     | 14 (64)       | 172 (515) |
| 9.  | Michael Owen   | 1996–2004           | 118 (216) | 8 (15)        | 9 (14)      | 23 (52)       | 158 (297) |
| 10. | Harry Chambers | 1915–1928           | 135 (315) | 16 (28)       | 0 (0)       | 0 (1)         | 151 (339) |

     Kolorem niebieskim zaznaczono aktualnych zawodników klubu

## Stadiony

### Anfield

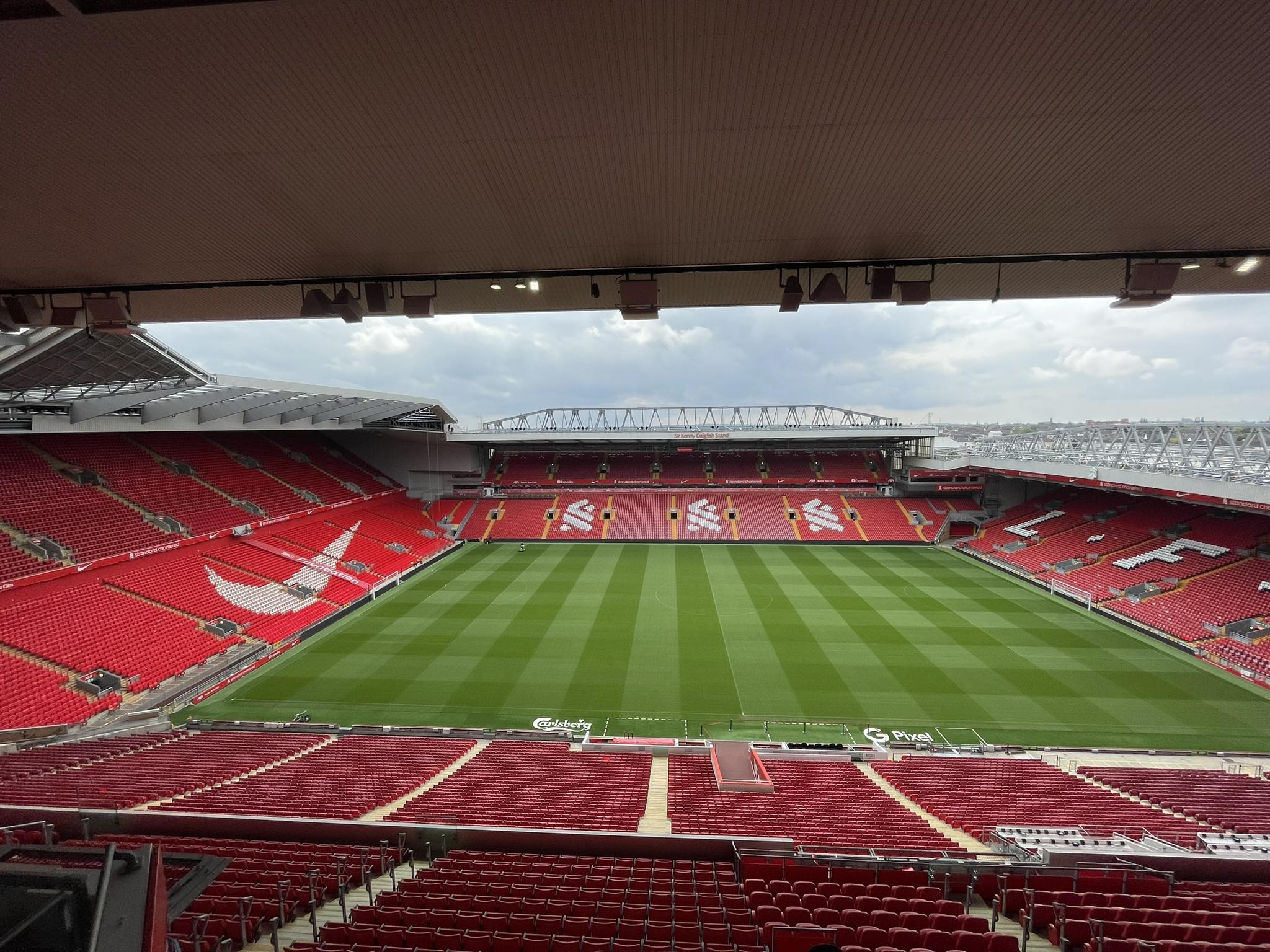
Panorama stadionu Anfield wykonana z trybuny głównej – Main Stand;
Anfield Road Stand (po lewej), Sir Kenny Dalglish Stand (na wprost), The Kop (po prawej)

Od początku swego istnienia klub rozgrywa swoje mecze domowe na tym samym stadionie. Stadion Liverpoolu, Anfield, początkowo o pojemności około 20 tys. miejsc, został zbudowany w 1884 roku w pobliżu liverpoolskiego Stanley Park. Jego właścicielem był John Houlding, a przez pierwsze lata istnienia swoje spotkania rozgrywał na nim Everton F.C. Jednak w 1892 roku po sporze z właścicielem stadionu, Everton F.C. przeniósł się na pobliski Goodison Park. W tym samym roku mecze na Anfield zaczął rozgrywać nowo powstały klub Liverpool F.C.
W 1906 roku jedna z trybun została ochrzczona mianem The Kop, na cześć wzgórza w południowej Afryce, na którym podczas drugiej wojny burskiej poległ regiment strzelców z Lancashire (ponad 300 osób), spośród których wielu pochodziło z Liverpoolu. Obecnie na trybunie The Kop zasiadają najbardziej zagorzali fani klubu.
Stadion Anfield leży w zabudowanej dzielnicy, co utrudnia jego rozbudowę. Znaczna modyfikacja stadionu miała miejsce w 1992 roku na stulecie Liverpoolu. Wyremontowano wówczas trybunę Centenary. Pojemność stadionu wynosiła ok. 45 tysięcy osób. W porównaniu z obiektami niektórych rywali (np. 75-tysięcznym Old Trafford, czy 60-tysięcznym Emirates Stadium) stadion Liverpoolu nie był wystarczająco duży, by zapewnić miejsce oczekującym kibicom oraz przynosił relatywnie mniejszy zysk z tzw. dnia meczowego.
W 2016 roku zakończono przebudowę głównej trybuny, zwiększając pojemność stadionu do 54 074 miejsc. Obecnie rozbudowywana jest trybuna Anfield Road, która ma zwiększyć pojemność stadionu do ponad 61 tys. miejsc.
W 2017 roku w uznaniu zasług klubowych trybuna Centenary została oficjalnie nazwana imieniem Kenny’ego Dalglisha.

### Stanley Park Stadium
Z uwagi na trudności związane z powiększeniem stadionu, władze klubu w maju 2002 roku ogłosiły plany budowy Stanley Park Stadium. Stadion miał liczyć od 55 do 60 tysięcy widzów, a jego otwarcie planowano na sierpień 2009 roku. W kolejnych latach budowa była odraczana, by ostatecznie ulec zawieszeniu na czas nieokreślony. Grupa New England Sports Ventures (Fenway Sports Group), która przejęła klub w 2010 roku, zrezygnowała z budowy nowego stadionu na rzecz rozbudowy Anfield.

### Totally Wicked Stadium
Na tym stadionie większą część swoich spotkań rozgrywają młodzieżowe zespoły Liverpoolu – młodzi „the Reds” rywalizowali tutaj nie tylko w ramach rozgrywek krajowych, ale też NextGen Series czy Ligi Młodzieżowej.

Obiekt znajduje się w angielskim St Helens i przeznaczony jest do rugby league. Może pomieścić 18 tysięcy widzów, a jego właścicielem jest St Helens Rugby Football Club.

## Klubowe symbole

### Herb

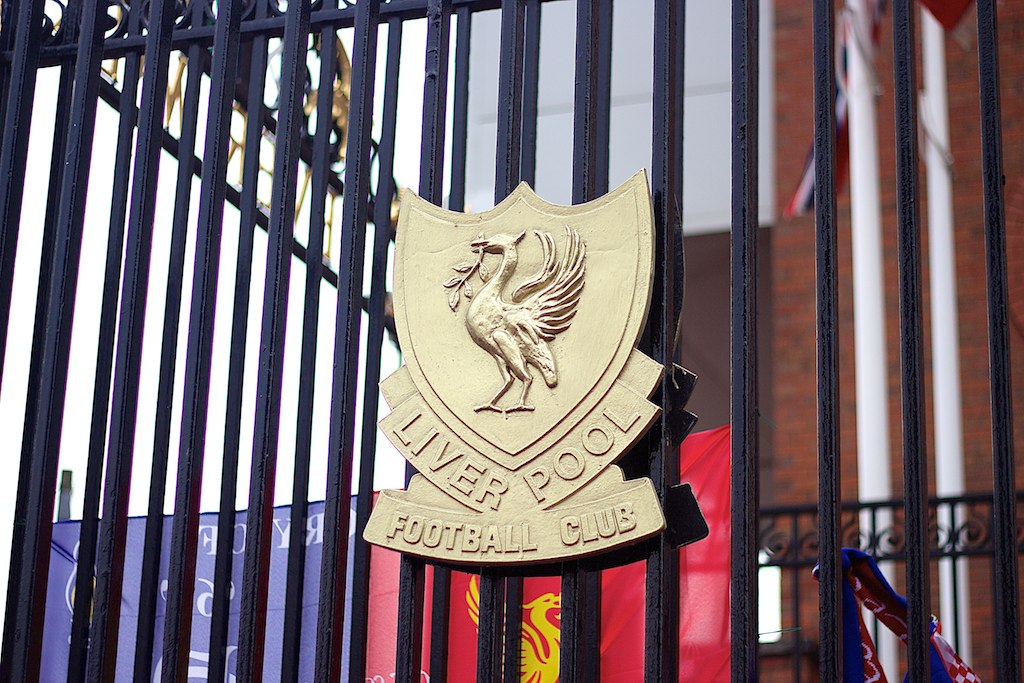
Stara wersja herbu umieszczona na Bramie Shankly’ego

Herb Liverpoolu w swej obecnej postaci powstał w 1999 roku i ma bardzo ciekawą historię oraz symbolikę. Mianowicie jest złożony z kilku elementów, z których każdy ma inne znaczenie, a wszystkie łączy jedno – miasto Liverpool.
Centralny punkt herbu to Liverbird (mityczna istota stworzona w XIII wieku, będąca połączeniem kormorana i orła), uznawany za patrona portu w Liverpoolu. Legenda mówi, że kiedy stwór odleci, miasto przestanie istnieć. Zaadaptowany do herbu klubu przez kibiców ma symbolizować pochodzenie klubu i w specyficzny sposób być także wizytówką miasta.
Drugim elementem herbu Liverpoolu jest fragment Shankly Gate, jednej z bram stadionu Anfield, powstałej 26 sierpnia 1982 roku i poświęconej trenerskiej legendzie klubu – Billowi Shankly’emu. Fragment ten, obok ozdobnych zawijasów zawiera w sobie małą tarczę z Liverbirdem, poniżej której znajdują się dwa szkockie symbole – flaga i oset, będące nawiązaniem do kraju pochodzenia Shankly’ego. Całość kompozycji osadzona jest na podłużnym prostokącie z tytułem hymnu The Reds – You’ll Never Walk Alone.
Ostatnim, ale równie istotnym elementem obecnego herbu Liverpool FC jest wstęga z dwoma płomieniami oraz datą powstania klubu. Płomienie symbolizują tragiczne wydarzenia z 1989 roku, śmierć 96 kibiców klubu podczas tragedii na stadionie Hillsborough w Sheffield.
Połączenie tych elementów dało jeden z najbardziej rozpoznawalnych herbów klubowych na świecie. Jest symbolem drużyny, która od wielu lat zaliczana jest do światowej elity klubów piłki nożnej.

### Stroje i barwy
Piłkarze the Reds nie zawsze grali na Anfield w tradycyjnych, czerwonych strojach. Przez przeszło 100 lat, styl i ubiór piłkarzy z Merseyside zmieniał się niejednokrotnie. Po tym, jak klub został stworzony w 1892 roku, stroje były niebieskie i posiadały białe pasy. Ogółem przypominały te, które noszą gracze Blackburn Rovers. Na początku nowego wieku piłkarze mieli czerwone koszulki, długie, białe spodenki i czerwone getry. W niektórych sezonach na trykotach pojawiało się więcej bieli, jednak zawsze nie na długo. Bill Shankly stworzył tradycję w dziedzinie koszulek Liverpool Football Club. Wspaniały manager uznał, że zawodnicy będą wyglądać groźniej, jeśli spodenki będą całe czerwone. Bill pokazał je Ronowi Yeatsowi mówiąc, aby je założył. Yeats powiększył się w oczach, a po wprowadzeniu trykotów do użytku zawodnicy drużyny przeciwnej rzadko przykładali nogę w walce o piłkę. Wtedy Ian St John zasugerował, że będzie jeszcze lepiej, jeśli getry dopasują się do reszty stroju i również będą czerwone. Liverpool Football Club przyjął ten pomysł z otwartymi ramionami. W ten sposób powstały słynne, czerwone trykoty the Reds.
Tak prezentowały się klubowe stroje na przestrzeni lat:
|  | 1892 – 1896 | 1896 – 1907 | 1907 – 1910 | 1910 – 1934 | 1934 – 1936 | 1936 – 1959 | 1959 – 1965 | od 1965 |  |

#### Sponsorzy techniczni i strategiczni klubu
| Okres     | Producent strojów | Sponsor na koszulce (klatka piersiowa) | Sponsor na koszulce (rękaw) |
| --------- | ----------------- | -------------------------------------- | --------------------------- |
| 1973–1979 | Umbro             | brak                                   | brak                        |
| 1979–1982 | Umbro             | Hitachi                                | brak                        |
| 1982–1985 | Umbro             | Crown Paints                           | brak                        |
| 1985–1988 | Adidas            | Crown Paints                           | brak                        |
| 1988–1992 | Adidas            | Candy                                  | brak                        |
| 1992–1996 | Adidas            | Carlsberg                              | brak                        |
| 1996–2006 | Reebok            | Carlsberg                              | brak                        |
| 2006–2010 | Adidas            | Carlsberg                              | brak                        |
| 2010–2012 | Adidas            | Standard Chartered                     | brak                        |
| 2012–2015 | Warrior Sports    | Standard Chartered                     | brak                        |
| 2015–2017 | New Balance       | Standard Chartered                     | brak                        |
| 2017–2020 | New Balance       | Standard Chartered                     | Western Union               |
| 2020–2025 | Nike              | Standard Chartered                     | Expedia                     |
| od 2025   | Adidas            | Standard Chartered                     | Expedia                     |

### Hymn
Hymnem The Reds jest przebój musicalowy Oscara Hammersteina II i Richarda Rogersa noszący nazwę You’ll Never Walk Alone. W latach sześćdziesiątych utwór ten wykonywał rockowy zespół z Liverpoolu – Gerry & the Pacemakers. Obecnie jest on śpiewany przez fanów The Reds w tej właśnie wersji. Na Anfield zaczęto go nucić tuż po owym nagraniu. Na przełomie lat osiemdziesiątych i dziewięćdziesiątych, po tragedii na Hillsborough, stał się oficjalnym hymnem Liverpool FC, a jego tytuł został umieszczony na herbie klubu i nad bramą wejściową Anfield Rd Stand o nazwie: „Shankly Gates”.

## Rywalizacje sportowe

### Derby Merseyside
Lokalnym rywalem z tego samego miasta jest zespół Evertonu. Mecze pomiędzy tymi drużynami zwane są Derbami Liverpoolu, bądź też Derbami Merseyside (od nazwy hrabstwa, w którym położone jest miasto). Pierwszy mecz pomiędzy tymi klubami został rozegrany 13 października 1894 roku, kiedy to Everton zwyciężył 3:0.

### Rywalizacja z Manchesterem United
Jest to rywalizacja dwóch najbardziej utytułowanych angielskich drużyn. Z racji prestiżu, mecze pomiędzy tymi dwiema ekipami określa się mianem „Bitwy o Anglię”. Pierwszy mecz został rozegrany 28 kwietnia 1894 roku. Drużyna Manchesteru grała wtedy jeszcze pod nazwą Newton Heath, spotkanie to zakończyło się wygraną Liverpoolu 2:0.

## Szkoleniowcy
| Imię i nazwisko                 | Lata pracy | Sukcesy |
| ------------------------------- | ---------- | --- |
| William E. Barclay John McKenna | 1892−1896  | |
| Tom Watson                      | 1896−1915  | Mistrzostwo Anglii (2) |
| George Patterson                | 1915−1919  | |
| David Ashworth                  | 1919−1923  | Mistrzostwo Anglii |
| Matt McQueen                    | 1923−1928  | Mistrzostwo Anglii |
| George Patterson                | 1928−1936  | |
| George Kay                      | 1936−1951  | Mistrzostwo Anglii |
| Don Welsh                       | 1951−1956  | |
| Phil Taylor                     | 1956−1959  | |
| Bill Shankly                    | 1959−1974  | Mistrzostwo Anglii (3), Puchar UEFA, Puchar Anglii (2), Superpuchar Anglii (3)                                                    |
| Bob Paisley                     | 1974−1983  | Mistrzostwo Anglii (6), Puchar Mistrzów (3), Puchar UEFA, Puchar Ligi Angielskiej (3), Superpuchar Europy, Superpuchar Anglii (6) |
| Joe Fagan                       | 1983−1985  | Mistrzostwo Anglii, Puchar Mistrzów, Puchar Ligi Angielskiej                                                                      |
| Kenny Dalglish                  | 1985−1991  | Mistrzostwo Anglii (3), Puchar Anglii (2), Superpuchar Anglii (4)                                                                 |
| Ronnie Moran*                   | 1991       | |
| Graeme Souness                  | 1991−1994  | Puchar Anglii |
| Roy Evans                       | 1994−1998  | Puchar Ligi Angielskiej |
| Gérard Houllier                 | 1998−2004  | Puchar UEFA, Puchar Anglii, Puchar Ligi Angielskiej (2), Superpuchar Europy, Superpuchar Anglii                                   |
| Rafael Benítez                  | 2004−2010  | Liga Mistrzów, Puchar Anglii, Superpuchar Europy, Superpuchar Anglii                                                              |
| Roy Hodgson                     | 2010−2011  | |
| Kenny Dalglish                  | 2011−2012  | Puchar Ligi Angielskiej |
| Brendan Rodgers                 | 2012−2015  | |
| Jürgen Klopp                    | 2015–2024  | Mistrzostwo Anglii, Liga Mistrzów, Puchar Anglii, Puchar Ligi Angielskiej (2), Superpuchar Europy, Superpuchar Anglii, Klubowe MŚ |
| Arne Slot                       | od 2024    | Mistrzostwo Anglii |

* – menedżer tymczasowy

### Obecny sztab szkoleniowy

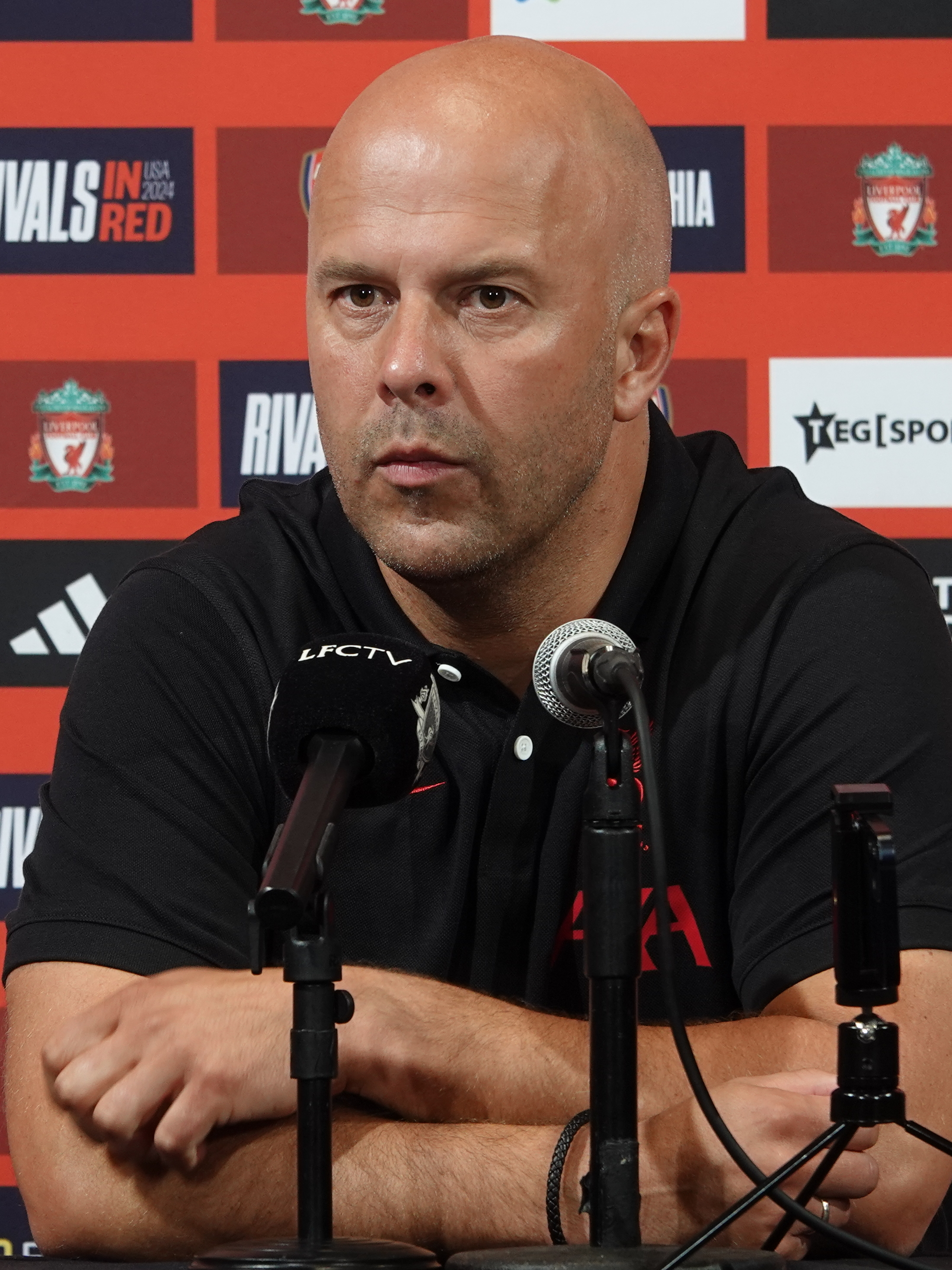
Arne Slot – obecny szkoleniowiec Liverpoolu

Stan na sezon 2024/2025
| Imię i nazwisko         | Stanowisko                                      |
| ----------------------- | ----------------------------------------------- |
| Arne Slot               | trener                                          |
| Sipke Hulshoff          | asystent trenera                                |
| John Heitinga           | asystent trenera                                |
| Fabian Otte             | szef ds. szkolenia bramkarzy pierwszego zespołu |
| Cláudio Taffarel        | trener bramkarzy                                |
| Ruben Peeters           | szef ds. przygotowania fizycznego               |
| Jonathan Power          | klubowy lekarz                                  |
| Dr Andreas Schlumberger | szef ds. odnowy i wydajności                    |
| Lee Nobes               | szef ds. fizjoterapii                           |
| Dr Conall Murtagh       | trener przygotowania fizycznego                 |
| Jordan Fairclough       | asystent trenera przygotowania fizycznego       |

## Zawodnicy

### Obecny skład
Stan na 10 sierpnia 2025 roku
| Nr | Poz. | Piłkarz                     |
| -- | ---- | --------------------------- |
| 1  | BR   | Alisson Becker (3. kapitan) |
| 2  | OB   | Joe Gomez                   |
| 3  | PO   | Wataru Endō                 |
| 4  | OB   | Virgil van Dijk (kapitan)   |
| 5  | OB   | Ibrahima Konaté             |
| 6  | OB   | Milos Kerkez                |
| 7  | NA   | Florian Wirtz               |
| 8  | PO   | Dominik Szoboszlai          |
| 10 | PO   | Alexis Mac Allister         |
| 11 | NA   | Mohamed Salah               |
| 12 | OB   | Conor Bradley               |
| 14 | NA   | Federico Chiesa             |
| 17 | PO   | Curtis Jones                |
| 18 | NA   | Cody Gakpo                  |

| Nr | Poz. | Piłkarz                      |
| -- | ---- | ---------------------------- |
| 19 | PO   | Harvey Elliott               |
| 21 | OB   | Kostas Tsimikas              |
| 22 | NA   | Hugo Ekitike                 |
| 25 | BR   | Giorgi Mamardaszwili         |
| 26 | OB   | Andy Robertson (wicekapitan) |
| 28 | BR   | Freddie Woodman              |
| 30 | OB   | Jeremie Frimpong             |
| 38 | PO   | Ryan Gravenberch             |
| 41 | BR   | Ármin Pécsi                  |
| 42 | PO   | Trey Nyoni                   |
| 43 | PO   | Stefan Bajčetić              |
| 46 | OB   | Rhys Williams                |
| 47 | OB   | Calvin Ramsay                |
| 50 | NA   | Ben Doak                     |

### Piłkarze na wypożyczeniu
| Nr | Poz. | Piłkarz                                        |
| -- | ---- | ---------------------------------------------- |
| 56 | BR   | Vítězslav Jaroš (w Ajaksie do 30 czerwca 2026) |

| Nr | Poz. | Piłkarz                                           |
| -- | ---- | ------------------------------------------------- |
| 95 | BR   | Harvey Davies (w Crawley Town do 30 czerwca 2026) |

### Zastrzeżone numery
| Nr | Poz. | Piłkarz                                  |
| -- | ---- | ---------------------------------------- |
| 20 | NA   | Diogo Jota (pośmiertny hołd (2020–2025)) |

### Kapitanowie drużyny
Począwszy od momentu założenia klubu, czyli od 1892 roku, 46 zawodników zostawało mianowanych na kapitana drużyny Liverpool F.C.
Andrew Hannah został pierwszym kapitanem zespołu, po tym jak Liverpool odłączył się od Evertonu i został samodzielnym klubem.
Początkowo Alex Raisbeck pełnił najdłużej funkcję kapitana drużyny (był nim od 1899 do 1909 roku), zanim został wyprzedzony przez Stevena Gerrarda, który począwszy od sezonu 2003/04, przez 12 sezonów grał jako kapitan Liverpoolu.
Obecnym kapitanem jest Virgil van Dijk, który zastąpił Jordana Hendersona w sezonie 2023/24, gdy ten odszedł do saudyjskiego klubu Ettifaq FC.

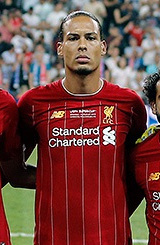
Virgil van Dijk – obecny kapitan Liverpoolu

| Zawodnik          | Okres     |
| ----------------- | --------- |
| Andrew Hannah     | 1892–1895 |
| Jimmy Ross        | 1895–1897 |
| John McCartney    | 1897–1898 |
| Harry Storer      | 1898–1899 |
| Alex Raisbeck     | 1899–1909 |
| Arthur Goddard    | 1909–1912 |
| Ephraim Longworth | 1912–1913 |
| Harry Lowe        | 1913–1915 |
| Donald McKinlay   | 1919–1920 |
| Ephraim Longworth | 1920–1921 |
| Donald McKinlay   | 1921–1928 |
| Tom Bromilow      | 1928–1929 |

| Zawodnik       | Okres     |
| -------------- | --------- |
| James Jackson  | 1929–1930 |
| Tom Morrison   | 1930–1931 |
| Tom Bradshaw   | 1931–1934 |
| Tom Cooper     | 1934–1939 |
| Matt Busby     | 1939–1940 |
| Willie Fagan   | 1945–1947 |
| Jack Balmer    | 1947–1950 |
| Phil Taylor    | 1950–1953 |
| Bill Jones     | 1953–1954 |
| Laurie Hughes  | 1954–1955 |
| Billy Liddell  | 1955–1958 |
| Johnny Wheeler | 1958–1959 |

| Zawodnik       | Okres     |
| -------------- | --------- |
| Ronnie Moran   | 1959–1960 |
| Dick White     | 1960–1961 |
| Ron Yeats      | 1961–1970 |
| Tommy Smith    | 1970–1973 |
| Emlyn Hughes   | 1973–1978 |
| Phil Thompson  | 1978–1981 |
| Graeme Souness | 1982–1984 |
| Phil Neal      | 1984–1985 |
| Alan Hansen    | 1985–1988 |
| Ronnie Whelan  | 1988–1989 |
| Alan Hansen    | 1989–1990 |
| Ronnie Whelan  | 1990–1991 |

| Zawodnik         | Okres     |
| ---------------- | --------- |
| Steve Nicol      | 1990–1991 |
| Mark Wright      | 1991–1993 |
| Ian Rush         | 1993–1996 |
| John Barnes      | 1996–1997 |
| Paul Ince        | 1997–1999 |
| Jamie Redknapp   | 1999–2002 |
| Sami Hyypiä      | 2001–2003 |
| Steven Gerrard   | 2003–2015 |
| Jordan Henderson | 2015–2023 |
| Virgil van Dijk  | od 2023   |